# Liste de peintures de Camille Pissarro
 (février 2025).
Cette page est une liste de peintures de Camille Pissarro (1830-1903).

## Formation
| Image | Genre          | Titre                                                 | Date      | Technique                           | Dimensions  | Lieu de conservation                              | Référence                                                        |
| ----- | -------------- | ----------------------------------------------------- | --------- | ----------------------------------- | ----------- | ------------------------------------------------- | ---------------------------------------------------------------- |
|       | Portrait       | Portrait d'un garçon                                  | 1852-1855 | huile sur toile                     | 37 × 30 cm  | Ordrupgaard, Copenhague                           | Musée Consulté le 9 Février 2024                                 |
|       | Scène de genre | Scène de marché sur la Plaza Mayor, Caracas           | 1854      | huile sur toile                     | 40 × 32 cm  | Localisation inconnue                             | Catalogue Wildenstein. Volume II, 1 Consulté le 8 octobre 2023   |
|       | Paysage        | Forêt tropicale, Galipán                              | 1854      | huile sur carton marouflé sur toile | 33 × 26 cm  | Museumsbygningen, Copenhague                      | Catalogue Wildenstein, Volume II, 6 Consulté le 13 octobre 2023  |
|       | Paysage        | Hutte dans un paysage de montagne, Galipán            | 1854      | huile sur toile                     | 23 × 33 cm  | Collection privée, Vente 2009                     | Catalogue Sotheby's Consulté le 13 octobre 2023                  |
|       | Paysage        | Paysage avec femmes sous un grand arbre, Saint-Thomas | 1854      | huile sur panneau                   | 24 × 34 cm  | Collection privée                                 | Catalogue Artnet Consulté le 13 octobre 2023                     |
|       | Paysage        | Paysage des Antilles, cavalier et âne sur une route   | 1856      | huile sur carton                    | 22 × 16 cm  | Ordrupgaard, Copenhague                           | Musée Consulté le 9 Février 2024                                 |
|       | Paysage        | Crique à Saint Thomas                                 | 1856      | huile sur bois                      | 24 × 32 cm  | National Gallery of Art, Washington               | Musée Consulté le 5 Février 2024                                 |
|       | Scène de genre | Deux femmes causant au bord de la mer, Saint-Thomas   | 1856      | huile sur toile                     | 28 × 41 cm  | National Gallery of Art, Washington               | Musée Consulté le 8 octobre 2023                                 |
|       | Portrait       | Autoportrait                                          | 1857-1858 | huile sur toile                     | 31 × 28 cm  | Statens Museum for Kunst, Copenhague              | Musée                                                            |
|       | Portrait       | Portrait du peintre Fritz Melbye (1826-69)            | 1857-1858 | huile sur toile                     | 32 × 27 cm  | Statens Museum for Kunst, Copenhague              | Musée                                                            |
|       | Paysage        | Paysage à Montmorency                                 | 1859 vers | huile sur bois                      | 21 × 27 cm  | musée d'Orsay, Paris                              | Musée Consulté le 11 juillet 2023                                |
|       | Portrait       | Madame Pissarro cousant                               | 1860 vers | huile sur bois                      | 16 × 11 cm  | Ashmolean Museum, Oxford                          | Musée Consulté le 20 août 2023                                   |
|       | Paysage        | La Roseraie                                           | 1862      | huile sur toile                     | 35 × 28 cm  | Yale University Art Gallery, New Haven            | Musée Consulté le 22 septembre 2023                              |
|       | Paysage        | La Petite fabrique                                    | 1862-1865 | huile sur toile                     | 26 × 40 cm  | Musée d'Art moderne et contemporain de Strasbourg | Base Joconde                                                     |
|       | Paysage        | Péniches à La Roche-Guyon                             | 1863      | huile sur toile                     | 46 × 72 cm  | Localisation non documentée                       | Catalogue Wildenstein Vol. II, 79 Consulté le 22 novembre 2023   |
|       | Scène de genre | La Varenne Saint Hilaire                              | 1863      | huile sur toile                     | 50 × 74 cm  | Galerie nationale hongroise, Budapest             | Musée Consulté le 6 octobre 2023                                 |
|       | Paysage        | La Marne à Chennevières                               | 1864-1865 | huile sur toile                     | 91 × 145 cm | Galeries nationales d'Écosse                      | Musée Consulté le 12 Février 2024                                |
|       | Paysage        | Paysage                                               | 1865 vers | huile sur toile                     | 28 × 44 cm  | Indianapolis Museum of Art                        | Musée Consulté le 31 Janvier 2024                                |
|       | Paysage        | La Promenade à âne à La Roche-Guyon                   | 1865 vers | huile sur toile                     | 35 × 52 cm  | Localisation inconnue                             | Catalogue Wildenstein. Volume II, 105 Consulté le 8 octobre 2023 |

## Pontoise 1866-1867
| Image | Genre        | Titre                                               | Date      | Technique       | Dimensions   | Lieu de conservation                      | Référence                                                        |
| ----- | ------------ | --------------------------------------------------- | --------- | --------------- | ------------ | ----------------------------------------- | ---------------------------------------------------------------- |
|       | Paysage      | Paysage aux Pâtis                                   | 1867      | huile sur toile | 81 × 100 cm  | National Gallery of Art, Washington       | Musée Consulté le 5 Février 2024                                 |
|       | Paysage      | Vue de l'Hermitage, Côte de Jallais, Pontoise       | 1867 vers | huile sur toile |              | Fondation Rau pour le Tiers monde, Zurich |                                                                  |
|       | Paysage      | L'Hermitage à Pontoise                              | 1867      | huile sur toile |              | musée Wallraf Richartz, Cologne           |                                                                  |
|       | Paysage      | Les Coteaux de l'Hermitage, Pontoise                | 1867 vers | huile sur toile | 150 × 200 cm | musée Solomon R. Guggenheim, New York     | Musée Consulté le 9 Février 2024                                 |
|       | Paysage      | Les Jardins de l'Hermitage, Pontoise                | 1867 vers | huile sur toile |              | Galerie nationale de Prague               |                                                                  |
|       | Paysage      | La Côte du Jalais, Pontoise                         | 1867      | huile sur toile | 87 × 115 cm  | Metropolitan Museum of Art, New York      | Musée Consulté le 5 Février 2024                                 |
|       | Nature morte | Nature morte                                        | 1867      | huile sur toile | 81 × 100 cm  | Musée d'Art de Toledo                     | Musée Consulté le 5 Février 2024                                 |
|       | Paysage      | Bords de L'Oise à Pontoise ou à Saint-Ouen-l'Aumône | 1867      | huile sur toile | 46 × 71 cm   | Denver Art Museum                         |                                                                  |
|       | Paysage      | Le Chemin de l'écluse et le pont de Pontoise        | 1867      | huile sur toile | 31 × 45 cm   | Localisation non documentée               | Catalogue Wildenstein. Vol. II, 122 Consulté le 22 Novembre 2023 |
|       | Paysage      | Une place à La Roche-Guyon                          | 1867      | huile sur toile | 50 × 61 cm   | Alte Nationalgalerie, Berlin              | Musée Consulté le 3 août 2023                                    |

## Louveciennes et Londres (1866-1872)
| Image | Genre          | Titre                                                                 | Date      | Technique       | Dimensions     | Lieu de Conservation                   | Référence                                                       |
| ----- | -------------- | --------------------------------------------------------------------- | --------- | --------------- | -------------- | -------------------------------------- | --------------------------------------------------------------- |
|       | Paysage        | Les Bords de la Seine à Bougival Etude pour "les Bords de la Marne")  | 1864      | huile sur toile | 24 × 32 cm     | Fitzwilliam Museum, Cambridge          | Musée Consulté le 13 octobre 2023                               |
|       | Paysage        | La Seine à Bougival                                                   | 1869-1870 | huile sur toile | 51 × 82 cm     | Artizon Museum, Tokyo                  | Musée Consulté le 13 octobre 2023                               |
|       | Paysage        | Route de Versailles, Louveciennes                                     | 1869      | huile sur toile | 38 × 46 cm     | Walters Art Museum, Baltimore          | Musée Consulté le 1er novembre 2023                             |
|       | Paysage        | Allée de la Tour-du-Jongleur et maison de M. Musy, Louveciennes       | 1869      | huile sur toile | 52 × 81 cm     | Musée d'Orsay, Paris                   | Musée Consulté le 13 Février 2024                               |
|       | Paysage        | Louveciennes (automne)                                                | 1869-1870 | huile sur toile | 89 × 116 cm    | Getty Center, Los Angeles              | Musée Consulté le 13 octobre 2023                               |
|       | Paysage        | Vue de Louveciennes                                                   | 1869-1870 | huile sur toile | 53 × 82 cm     | National Gallery, Londres              | Musée Consulté le 30 Janvier 2024                               |
|       | Paysage        | Bords de l'Oise à Pontoise                                            | 1870      | huile sur toile | 50 × 65 cm     | Collection privée, Vente 2009          | Catalogue Sotheby's Consulté le 30 novembre 2023                |
|       | Paysage        | Paysage d'hiver à Louveciennes                                        | 1870 vers | huile sur toile | 37 × 46 cm     | Musée d'Orsay, Paris                   | Musée Consulté le 13 Février 2024                               |
|       | Paysage        | Route de Marly                                                        | 1870 vers | huile sur toile | 38 × 46 cm     | High Museum of Art, Atlanta            | Musée Consulté le 1er novembre 2023                             |
|       | Paysage        | La Route de Louveciennes                                              | 1870      | huile sur toile | 46 × 55 cm     | Musée d'Orsay, Paris                   | Musée Consulté le 28 Janvier 2024                               |
|       | Paysage        | La Route de Versailles, Louveciennes                                  | 1870      | huile sur toile | 33 × 41 cm     | Clark Art Institute, Williamstown      | Musée Consulté le 31 Janvier 2024                               |
|       | Paysage        | Entrée de la forêt de Marly, effet de neige                           | 1870 vers | huile sur toile | 38 × 46 cm     | Collection privée, Vente 2010          | Catalogue Christie's Consulté le 1er novembre 2023              |
|       | Paysage        | La Route de Versailles, Louveciennes, hiver, soleil et neige          | 1870 v.   | huile sur toile | 46 × 55 cm     | Musée Thyssen-Bornemisza, Madrid       | Musée Consulté le 13 septembre 2023                             |
|       | Paysage        | La Route de Versailles, Louveciennes, neige                           | 1870 v.   | huile sur toile | 43 × 65 cm     | Collection Emil G. Bührle, Zurich      | Musée Consulté le 13 septembre 2023                             |
|       | Paysage        | Neige à Louveciennes                                                  | 1870 vers | huile sur toile | 32 × 47 cm     | Art Institute of Chicago               | Musée Consulté le 31 Octobre 2023                               |
|       | Paysage        | Châtaigniers à Louveciennes                                           | 1870 vers | huile sur toile | 41 × 54 cm     | Musée d'Orsay, Paris                   | Musée Consulté le 28 Janvier 2024                               |
|       | Paysage        | Maison de monsieur Musy, Louveciennes                                 | 1870      | huile sur toile | 43 × 65 cm     | Collection privée, Vente 2008          | Catalogue Sotheby's Consulté le 31 Octobre 2023                 |
|       | Paysage        | Le Ru de Montbuisson, Louveciennes                                    |           | huile sur toile | 46 × 55 cm     | Collection privée, Vente 2011          | Catalogue Sotheby's Consulté le 31 Octobre 2023                 |
|       | Paysage        | Route de Versailles, Louveciennes                                     | 1870      | huile sur toile | 33 × 41 cm     | Clark Art Institute, Williamstown      | Musée Consulté le 31 Octobre 2023                               |
|       | Paysage        | Route de Versailles, Louveciennes, effet de pluie                     | 1870      | huile sur toile | 40 × 56 cm     | Clark Art Institute, Williamstown      | Musée Consulté le 1er Novembre 2023                             |
|       | Paysage        | Diligence à Louveciennes                                              | 1870      | huile sur toile | 25,5 × 35,7 cm | Musée d'Orsay, Paris                   | Musée Consulté le 11 juillet 2023                               |
|       | Scène de genre | La Conversation, Louveciennes                                         | 1870      | huile sur toile | 100 × 81 cm    | Fondation Emil G. Bührle               | Musée Consulté le 8 octobre 2023                                |
|       | Paysage        | Châtaigniers à Louveciennes, printemps                                | 1870      | huile sur toile | 59 × 73 cm     | Musée Langmatt, Baden                  | Musée Consulté le 30 octobre 2023                               |
|       | Paysage        | Louveciennes avec le Mont Valerien dans le fond                       | 1870      | huile sur toile | 45 × 53 cm     | Alte Nationalgalerie, Berlin           | Musée Consulté le 3 août 2023                                   |
|       | Paysage        | Pommiers en fleurs                                                    | 1870      | huile sur toile | 46 × 55 cm     | Université McMaster, Hamilton          | Musée Consulté le 2 Octobre 2023                                |
|       | Paysage        | Louveciennes, Route de Saint-Germain                                  | 1871      | aquarelle       | 30 × 49 cm     | Getty Center, Los Angeles              | Musée Consulté le 30 Octobre 2023                               |
|       | Paysage        | La Route de Versailles, Louveciennes : Gelée matinale                 | 1871      | huile sur toile | 33 × 46 cm     | Dallas Museum of Art                   | Musée Consulté le 30 Octobre 2023                               |
|       | Paysage        | La Route de Versailles, Rocquencourt                                  | 1871      | huile sur toile | 51 × 77 cm     | Musée Van-Gogh, Amsterdam              | Musée                                                           |
|       | Paysage        | Près de Louveciennes, la Route                                        | 1871      | huile sur toile | 46 × 55 cm     | Musée Collection Rosengart, Lucerne    | Musée Consulté le 31 Octobre 2023                               |
|       | Paysage        | Fox Hill, Upper Norwood                                               | 1870      | huile sur toile | 63 × 46 cm     | National Gallery, Londres              | Musée Consulté le 30 Janvier 2024                               |
|       | Paysage        | Rue d'Upper Norwood                                                   | 1871      | huile sur toile | 45 × 56 cm     | Neue Pinakothek, Munich                | Musée Consulté le 29 Janvier 2024                               |
|       | Paysage        | La Gare de Lordship Lane, Dulwich                                     | 1871      | huile sur toile | 48 × 73 cm     | Institut Courtauld, Londres            | Musée                                                           |
|       | Paysage        | L'Avenue, Sydenham                                                    | 1871      | huile sur toile | 63 × 46 cm     | National Gallery, Londres              | Musée Consulté le 30 Janvier 2024                               |
|       | Paysage        | Près de la colline de Sydenham                                        | 1871      | huile sur toile | 43 × 53 cm     | Musée d'Art Kimbell, Fort Worth        | Musée Consulté le 5 Février 2024                                |
|       | Paysage        | Dulwich College, Londres                                              | 1871      | huile sur       | 50 × 60 cm     | Fondation Bemberg, Toulouse            | Webmuseo                                                        |
|       | Paysage        | Le Crystal Palace                                                     | 1871      | huile sur       | 47 × 73 cm     | Art Institute of Chicago               | Musée Consulté le 31 Janvier 2024                               |
|       | Paysage        | Aqueduc de la Machine de Marly à Bougival                             | 1871      | huile sur toile | 32 × 45 cm     | Musée d'art Nelson-Atkins, Kansas City | Musée Consulté le 5 Février 2024                                |
|       | Paysage        | Bords de Seine à Bougival                                             | 1871      | huile sur toile | 27 × 40 cm     | Volée en 1993 au Pays-Bas              | Catalogue Wildenstein, Vol II, 201 Consulté le 13 Octobre 2023  |
|       | Paysage        | La Seine à Bougival                                                   | 1871      | huile sur toile | 43 × 60 cm     | Collection privée, Vente 2014          | Catalogue Sotheby's Consulté le 13 Octobre 2023                 |
|       | Paysage        | Rue de Voisins                                                        | 1871      | huile sur toile | 46 × 55 cm     | Manchester Art Gallery                 | Musée Consulté le 30 Octobre 2023                               |
|       | Paysage        | Louveciennes                                                          | 1871      | huile sur toile | 90 × 116 cm    | collection particulière                | Cézanne et Pissarro                                             |
|       | Paysage        | Les Bois à Marly                                                      | 1871      | huile sur toile | 45 × 55 cm     | Musée Thyssen-Bornemisza, Madrid       | Musée Consulté le 1er novembre 2023                             |
|       | Paysage        | Maisons sur un coteau, hiver, environs de Louveciennes                | 1872      | huile sur toile | 33 × 46 cm     | Collection privée, Vente 2013          | Catalogue Christie's Consulté le 3 août 2023                    |
|       | Paysage        | Bois de châtaigniers à Louveciennes                                   | 1872      | huile sur toile | 42 × 53 cm     | Musée d'art Nelson-Atkins, Kansas City | Musée Consulté le 30 Octobre 2023                               |
|       | Paysage        | Bois de châtaigniers à Louveciennes                                   | 1872 vers | huile sur toile | 27 × 40 cm     | Fondation Bemberg, Toulouse            | Guide des Collections                                           |
|       | Paysage        | Le Relais de poste, route de Versailles, Louveciennes, effet de neige | 1872      | huile sur toile | 55 × 91 cm     | Collection privée                      | Catalogue Wildenstein; Vol. II, 215 Consulté le 30 Octobre 2023 |
|       | Paysage        | Le Relais de poste, route de Versailles, Louveciennes, neige          | 1872      | huile sur toile | 33 × 46 cm     | Collection privée, Vente 2013          | Catalogue Christie's Consulté le 31 Octobre 2023                |
|       | Paysage        | Louveciennes, Chemin de Creux                                         | 1872      | huile sur toile | 46 × 55 cm     | Musée Folkwang, Essen                  | Musée Consulté le 3 août 2023                                   |
|       | Paysage        | La Route de Versailles, Louveciennes                                  | 1872      | huile sur toile | 60 × 73 cm     | Musée d'Orsay, Paris                   | Musée Consulté le 25 Février 2024                               |
|       | Paysage        | Le Dégel ou La Maison de Monsieur Musy (Louveciennes)                 | 1872      | huile sur toile | 32 × 46 cm     | Musée d'Art de Denver                  | Musée Consulté le 25 Février 2024                               |

## 1872 Retour à Pontoise
| Image | Genre          | Titre                                               | Date      | Technique       | Dimensions     | Lieu de Conservation                          | Référence                                                       |
| ----- | -------------- | --------------------------------------------------- | --------- | --------------- | -------------- | --------------------------------------------- | --------------------------------------------------------------- |
|       | Paysage        | La Route de Gisors à Pontoise, effet de neige       | 1872      | huile sur toile | 50 × 65 cm     | Collection particulière, Lausanne             | Musée                                                           |
|       | Portrait       | Portrait de Jeanne Pissarro                         | 1872      | huile sur toile | 73 × 59 cm     | Yale University Art Gallery, New Haven        | Musée Consulté le 28 septembre 2023                             |
|       | Paysage        | La Route de Louveciennes                            | 1872      | huile sur toile | 59,8 × 73,5 cm | Musée d'Orsay, Paris                          | Musée Consulté le 11 juillet 2023                               |
|       | Scène de genre | La Barrière                                         | 1872      | huile sur toile | 38 × 46 cm     | National Gallery of Art, Washington           | Musée Consulté le 5 Février 2024                                |
|       | Paysage        | La Seine à Port-Marly, le lavoir                    | 1872      | huile sur toile | 46 × 56 cm     | Musée d'Orsay, Paris                          | Musée Consulté le 14 Février 2024                               |
|       | Paysage        | La Seine à Port-Marly                               |           | huile sur toile | 35 × 46 cm     | Collection privée, Vente 2013                 | Catalogue Sotheby's Consulté le 30 Octobre 2023                 |
|       | Paysage        | Le Quartier de Voisins à Louveciennes               | 1872      | huile sur toile | 46 × 55 cm     | collection particulière                       | Catalogue Wildenstein Vol. II, 227 Consulté le 14 Février 2024  |
|       | Paysage        | Entrée du village de Voisins                        | 1872      | huile sur toile | 46 × 55,5 cm   | Musée d'Orsay, Paris                          | Musée                                                           |
|       | Paysage        | Vergers à Louveciennes                              | 1872      | huile sur toile | 46 × 55 cm     | Minneapolis Institute of Art                  | Musée Consulté le 31 Octobre 2023                               |
|       | Paysage        | Le Verger en fleurs, Louveciennes                   | 1872      | huile sur toile | 45 × 55 cm     | National Gallery of Art, Washington           | Musée Consulté le 30 Octobre 2023                               |
|       | Nature morte   | Nature morte : Pommes et poires dans un panier rond | 1872      | huile sur toile | 46 × 55 cm     | musée d'Art de l'université de Princeton      | Musée Consulté le 14 Février 2024                               |
|       | Nature morte   | Nature morte avec pommes et Pichet                  | 1872      | huile sur toile | 46 × 56 cm     | Metropolitan Museum, New York                 | Musée Consulté le 5 Février 2024                                |
|       | Paysage        | L'Écluse à Pontoise                                 | 1872      | huile sur toile | 77 × 106 cm    | Cleveland Museum of Art                       | Musée Consulté le 30 Novembre 2023                              |
|       | Paysage        | Le Quai du Pothuis à Pontoise                       | 1872      | huile sur toile | 45 × 55 cm     | Musée des Beaux-Arts de Virginie, Richmond    | Musée Consulté le 8 Décembre 2023                               |
|       | Paysage        | Bords de l´eau à Pontoise                           | 1872      | huile sur toile | 55 × 91 cm     | Collection privée                             | Catalogue Wildnstein, Vol. II, 249 Consulté le 24 novembre 2023 |
|       | Paysage        | Boulevard des Fossés, Pontoise                      | 1872      | huile sur toile | 46 × 56 cm     | Norton Simon Museum, Pasadena                 | Musée Consulté le 9 Février 2024                                |
|       | Paysage        | Bords de l´Oise, Pontoise                           | 1872      | huile sur toile | 54 × 73 cm     | Collection privée                             | Catalogue Wildnstein, Vol. II, 251 Consulté le 24 novembre 2023 |
|       | Paysage        | Le Palais de Justice, Pontoise                      | 1872      | huile sur toile | 40 × 54 cm     | Musée d'Orsay, Paris                          | Musée Consulté le 11 juillet 2023                               |
|       | Paysage        | Place du vieux cimetière, Pontoise                  | 1872      | huile sur toile | 55 × 94 cm     | Carnegie Museum, Pittsburgh                   | Connaissance des arts                                           |
|       | Paysage        | Paysage près de Pontoise                            | 1872      | huile sur toile | 46 × 55 cm     | Ashmolean Museum, Oxford                      | Musée Consulté le 30 Janvier 2024                               |
|       | Paysage        | L'Usine à Pontoise                                  | 1873      | huile sur toile | 38 × 55 cm     | Musée d'Israël, Jérusalem                     | Musée Consulté le 22 novembre 2023                              |
|       | Paysage        | L'Usine à Saint-Ouen-l'Aumône                       | 1873      | huile sur toile | 39 × 47 cm     | Museum of Fine Arts, Springfield              | Catalogue Wildenstein, Vol II, 298 Consulté le 14 Février 2024  |
|       | Paysage        | Les Bords de l'Oise près de Pontoise                | 1873      | huile sur toile | 38 × 55 cm     | Musée d'Art d'Indianapolis                    | Musée Consulté le 29 septembre 2023                             |
|       | Paysage        | Usine à Saint-Ouen-l'Aumône, la crue de l'Oise      | 1873      | huile sur toile | 38 × 56 cm     | Collection privée, Vente 2013                 | Catalogue Sotheby's Consulté le 30 novembre 2023                |
|       | Paysage        | L'Oise près de Pontoise                             | 1873      | huile sur toile | 46 × 56 cm     | Clark Art Institute, Williamstown             | Musée Consulté le 31 Janvier 2024                               |
|       | Paysage        | Pontoise, La Rue de Gisors en hiver                 | 1873      | huile sur toile | 60 × 74 cm     | Musée des Beaux-Arts (Boston)                 | Musée Consulté le 5 Février 2024                                |
|       | Paysage        | Vue de Pontoise                                     | 1873      | huile sur toile | 53 × 82 cm     | Collection privée                             | Catalogue Wildenstein. Vol II, 322 Consulté le 28 Janvier 2024  |
|       | Paysage        | Matin de Juin à Pontoise                            | 1873      | huile sur toile | 55 × 91 cm     | Staatliche Kunsthalle Karlsruhe               | Musée Consulté le 29 Janvier 2024                               |
|       | Nature morte   | Chrysanthèmes dans un vase chinois                  | 1873      | huile sur toile | 60 × 50 cm     | Galerie nationale d'Irlande                   | Musée Consulté le 14 Février 2024                               |
|       | Portrait       | Portrait de l'artiste                               | 1873      | huile sur toile | 55 × 46 cm     | Musée d'Orsay, Paris                          | Musée Consulté le 11 juillet 2023                               |
|       | Portrait       | Jeanne Pissarro (Minette) tenant un éventail        | 1873      | huile sur toile | 56 × 46 cm     | Ashmolean Museum, Oxford                      | Musée Consulté le 30 Janvier 2024                               |
|       | Paysage        | Coteau de l'Hermitage, Pontoise                     | 1873      | huile sur toile | 60 × 73 cm     | musée d'Orsay, Paris                          | Musée Consulté le 14 Février 2024                               |
|       | Paysage        | Le Champ de choux, Pontoise                         | 1873      | huile sur toile | 60 × 80 cm     | Musée Thyssen-Bornemisza, Madrid              | Musée                                                           |
|       | Paysage        | Le Jardin de la ville, Pontoise                     | 1873      | huile sur toile | 59 × 73 cm     | Musée de l'Ermitage, Saint-Pétersbourg        | Musée Consulté le 30 Janvier 2024                               |
|       | Paysage        | Rue de la Citadelle, Pontoise                       | 1873      | huile sur toile | 54 × 73 cm     | collection particulière, Vente 2022           | Catalogue Christie's Consulté le 14 Février 2024                |
|       | Paysage        | La Gelée blanche                                    | 1873      | huile sur toile | 65,5 × 93,2 cm | Musée d'Orsay, Paris                          | Musée Consulté le 14 Février 2024                               |
|       | Paysage        | Route de Gisors, La Maison du père Galien, Pontoise | 1873      | huile sur toile | 36 × 45 cm     | Collection particulière                       | Cézanne et Pissarro                                             |
|       | Paysage        | Paysage, Ile de France                              | 1873      | huile sur toile | 37 × 53 cm     | National Gallery of Art, Washington           | Musée Consulté le 29 septembre 2023                             |
|       | Paysage        | Paysage, la moisson, Pontoise                       | 1873      | huile sur toile | 65 × 81 cm     | Collection privée, vente 2005                 | Catalogue Christie's Consulté le 29 septembre 2023              |
|       | Paysage        | La Route d'Osny à Pontoise, gelée blanche           | 1873      | huile sur toile | 50 × 65 cm     | Collection Emil G. Bührle                     | Musée Consulté le 14 Février 2024                               |
|       | Paysage        | Paysage d'hiver                                     | 1873      | huile sur toile | 52 × 81 cm     | Musée national de l'Art occidental, Tokyo     | Musée Consulté le 14 Février 2024                               |
|       | Paysage        | Le Pont du chemin de fer, Pontoise                  | 1873      | huile sur toile | 50 × 65 cm     | Collection privée, Vente 2009                 | Mutualart Consulté le 14 Février 2024                           |
|       | Nature morte   | Bouquet de fleurs                                   | 1873-1874 | huile sur toile | 55 × 46 cm     | High Museum of Art, Atlanta                   | Musée Consulté le 31 Janvier 2024                               |
|       | Nature morte   | Bouquet de pivoines roses                           | 1873-1874 | huile sur toile | 55 × 46 cm     | Ashmolean Museum, Oxford                      | Musée Consulté le 30 Janvier 2024                               |
|       | Paysage        | L'Hermitage, Pontoise, effet de neige               | 1874      | huile sur toile | 54 × 65 cm     | Fogg Art Museum, Havard University, Cambridge | Musée Consulté le 14 Février 2024                               |
|       | Paysage        | Jardin potager à l'Hermitage, Pontoise              | 1874      | huile sur toile | 54 × 65 cm     | Galerie nationale d'Écosse                    | Musée                                                           |
|       | Paysage        | La Causette, chemin du chou à Pontoise              | 1874      | huile sur toile | 60 × 73 cm     | Collection particulière                       | Tribune de l'art                                                |
|       | Paysage        | Prairies du Valhermeil près Pontoise                | 1874      | huile sur toile | 55 × 92 cm     | Musée national des Beaux-Arts (Argentine)     | Musée Consulté le 4 Octobre 2023                                |
|       | Paysage        | Une vachère au Valhermeil, Auvers sur Oise          | 1874      | huile sur toile | 55 × 92 cm     | Metropolitan Museum, New York                 | Musée Consulté le 6 Octobre 2023                                |
|       | Paysage        | Route d'Ennery                                      | 1874      | huile sur toile | 55 × 92 cm     | Musée d'Orsay, Paris                          | Musée Consulté le 11 juillet 2023                               |
|       | Paysage        | Les Foins                                           | 1874      | huile sur toile | 45 × 55 cm     | Fitzwilliam Museum, Cambridge                 | Musée Consulté le 4 Octobre 2023                                |
|       | Paysage        | Soleil sur la route, Pontoise                       | 1874      | huile sur toile | 52 × 82 cm     | Musée des Beaux-Arts (Boston)                 | Musée Consulté le 5 Février 2024                                |

## Montfoucault1874: la structure de la composition
| Image | Genre          | Titre                                                                | Date      | Technique                             | Dimensions    | Lieu de Conservation                              | Référence                                                       |
| ----- | -------------- | -------------------------------------------------------------------- | --------- | ------------------------------------- | ------------- | ------------------------------------------------- | --------------------------------------------------------------- |
|       | Portrait       | Portrait de Cézanne                                                  | 1874      | huile sur toile                       | 73 × 60 cm    | National Gallery, Londres                         | Musée Consulté le 30 Janvier 2024                               |
|       | Scène de genre | La Mère Jolly raccommodant                                           | 1874      | huile sur toile                       | 100 × 80 cm   | High Museum of Art, Atlanta                       | Musée Consulté le 31 Janvier 2024                               |
|       | Paysage        | La Maison de Piette à Monfoucault                                    | 1874      | huile sur toile                       | 46 × 68 cm    | Clark Art Institute, Williamstown                 | Musée Consulté le 31 Janvier 2024                               |
|       | Paysage        | Ferme à Montfoucault                                                 | 1874      | huile sur toile                       | 60 × 73,5 cm  | Musée d'art et d'histoire de Genève               | Catalogue de l'Exposition 2014                                  |
|       | Paysage        | La Ferme à Montfoucault                                              | 1874      | huile sur toile                       | 55 × 65 cm    | Galerie d'art Albright-Knox, Buffalo              | Musée Consulté le 31 Janvier 2024                               |
|       | Paysage        | Ferme à Montfoucault : effet de neige                                | 1874-1876 | huile sur toile                       | 54 × 65 cm    | Ashmolean Museum, Oxford                          | Musée Consulté le 30 Janvier 2024                               |
|       | Scène de genre | La Récolte des pommes de terre, Pontoise                             | 1874      | huile sur toile                       | 33 × 41 cm    | Collection privée, vente 2008                     | Catalogue Christie's Consulté le 1 Octobre 2023                 |
|       | Paysage        | Paysage de Pontoise                                                  | 1874      | huile sur toile                       | 65 × 51 cm    | Stockholm, Nationalmuseum                         | Musée Consulté le 29 septembre 2023                             |
|       | Paysage        | Bords de l'Oise (Le Porteur d'Eau)                                   | 1874      | huile sur toile                       | 46 × 38 cm    | Fogg Art Museum, Université Harvard, Cambridge    | Musée Consulté le 8 décembre 2023                               |
|       | Paysage        | Le Jardin public à Pontoise                                          | 1874      | huile sur toile                       | 60 × 73 cm    | Metropolitan Museum, New York                     | Musée Consulté le 5 Février 2024                                |
|       | Portrait       | Julie Pissarro au jardin                                             | 1874      | huile sur toile                       | 116 × 88 cm   | Petit Palais, Paris                               | Parismusées Consulté le 3 aout 2023                             |
|       | Paysage        | Champ labouré                                                        | 1874      | huile sur toile                       | 49 × 64 cm    | Musée Pouchkine, Moscou                           | Musée Consulté le 20 aout 2023                                  |
|       | Paysage        | Une mare à Ennery                                                    | 1874      | huile sur toile                       | 53 × 64 cm    | Yale University Art Gallery, New Haven            | Musée Consulté le 28 septembre 2023                             |
|       | Paysage        | Au Bord de la Seine                                                  | 1874-1875 | huile sur toile                       | 50 × 64 cm    | Collection Particulière                           | Fiche Atlas                                                     |
|       | Scène de genre | Paysanne cardant la laine                                            | 1875      | huile sur toile                       | 56 × 47 cm    | Emil Bührle Collection, Zurich                    | Musée Consulté le 6 Octobre 2023                                |
|       | Scène de genre | La Bonne à Pontoise                                                  | 1875      | huile sur toile                       | 93 × 73 cm    | Chrysler Museum of Art, Norfolk                   | Catalogue Wildenstein, VolII, 418 Consulté le 14 Février 2024   |
|       | Paysage        | Le Grand Noyer à l'Hermitage                                         | 1875      | huile sur toile                       | 93 × 73 cm    | Collection privée, Vente 2013                     | Catalogue Bonhams Consulté le 14 Février 2024                   |
|       | Paysage        | Rue de l'Hermitage, Pontoise                                         | 1873-1875 | huile sur toile                       | 17 × 23 cm    | Musée d'Art de Dallas                             | Musée Consulté le 31 Janvier 2024                               |
|       | Paysage        | Rue de l'Hermitage, Pontoise                                         | 1875      | huile sur toile                       | 52 × 81 cm    | Kunstmuseum (Bâle)                                | Cézanne et Pissarro                                             |
|       | Paysage        | Semeur et laboureur, Montfoucault                                    | 1875      | huile sur toile                       | 46 × 56 cm    | Collection privée, Vente 2009                     | Catalogue Sotheby's Consulté le 29 septembre 2023               |
|       | Paysage        | Le Petit Pont, Pontoise                                              | 1875      | huile sur toile                       | 65 × 81 cm    | Kunsthalle, Mannheim                              | Musée Consulté le 14 Février 2024                               |
|       | Paysage        | Route Saint-Antoine (à l'Hermitage, Pontoise)                        | 1875      | huile sur toile                       | 52 × 81 cm    | Coll. particulière en dépôt au Kunstmuseum (Bâle) | Fiche Atlas                                                     |
|       | Paysage        | Chemin montant, rue de la Côte-du-Jalet, Pontoise                    | 1875      | huile sur toile                       | 54 × 66 cm    | Brooklyn Museum, New York                         | Musée Consulté le 14 Février 2024                               |
|       | Paysage        | Champ de choux près du village                                       | 1875      | huile sur toile                       | 54 × 65 cm    | Cincinnati Art Museum                             | Musée Consulté le 4 octobre 2023                                |
|       | Paysage        | L'Hermitage à Pontoise                                               | 1875-1876 | huile sur toile                       | 49 × 65 cm    | Musée Folkwang, Essen                             | Musée Consulté le 14 Février 2024                               |
|       | Paysage        | Le Jardin des Mathurins à Pontoise                                   | 1876      | huile sur toile                       | 113 × 165 cm  | Musée d'art Nelson-Atkins, Kansas City            | Musée Consulté le 5 Février 2024                                |
|       | Paysage        | Un carrefour à l'Hermitage, Pontoise                                 | 1876      | huile sur toile                       | 38 × 46 cm    | Musée Malraux, Le Havre                           | Musée Consulté le 29 Janvier 2024                               |
|       | Paysage        | Apres la Pluie, Quai a Pontoise                                      | 1876      | huile sur toile                       | 46 × 55 cm    | Whitworth Art Gallery, Université de Manchester   | Bridgeman Images Consulté le 30 novembre 2023                   |
|       | Paysage        | Péniches à Pontoise                                                  | 1876      | huile sur toile                       | 46 × 55 cm    | Metropolitan Museum, New York                     | Musée Consulté le 3 aout 2023                                   |
|       | Paysage        | La Moisson, Montfoucault                                             | 1876      | huile sur toile                       | 65 × 92 cm    | Musée d'orsay, Paris                              | Musée Consulté le 11 juillet 2023                               |
|       | Paysage        | Vue de Saint Ouen l'Aumône                                           | 1876      | huile sur toile                       | 58 × 81 cm    | Musée d'orsay, Paris                              | Musée Consulté le 28 septembre 2023                             |
|       | Scène de genre | La Charité                                                           | 1876      | huile sur toile                       | 56 × 46 cm    | Collection privée, Vente 2018                     | Catalogue Sotheby's Consulté le 1 octobre 2023                  |
|       | Scène de genre | La Gardeuse d'oie à Montfoucault (gelée blanche)                     | 1876      | huile sur toile                       | 58 × 73 cm    | musée des Beaux-Arts de Houston                   | Musée Consulté le 4 octobre 2023                                |
|       | Scène de genre | Julie Pissarro cousant près de la fenêtre                            | 1876      | huile sur toile                       | 54 × 45 cm    | Ashmolean Museum, Oxford                          | Musée Consulté le 30 Janvier 2024                               |
|       | Paysage        | Au bord du ruisseau Saint-Antoine, l'Ermitage, Pontoise              | 1877      | huile sur toile                       | 54 × 65 cm    | Ordrupgaard, Copenhague                           | Musée Consulté le 14 Février 2024                               |
|       | Paysage        | Dans le jardin des Mathurins                                         | 1877      | huile sur toile                       | 165 × 125 cm  | Collection privée                                 | Catalogue Wildenstein, VolII, 503 Consulté le 14 Février 2024   |
|       | Paysage        | Promenade au bord de l'eau, Pontoise                                 | 1877      | huile sur toile                       | 22 × 27 cm    | Albertina (musée), Vienne                         | Musée Consulté le 30 novembre 2023                              |
|       | Paysage        | Bords de l´Oise, environs de Pontoise                                | 1877      | huile sur toile                       | 54 × 81 cm    | Localisation inconnue                             | Catalogue Wildenstein Vol. II, 515 Consulté le 30 novembre 2023 |
|       | Paysage        | Les Toits rouges, coin de village, effet d'hiver                     | 1877      | huile sur toile                       | 54 × 65 cm    | musée d'Orsay, Paris                              | Musée Consulté le 11 juillet 2023                               |
|       | Paysage        | La Vieille Route d'Ennery à Pontoise                                 | 1877      | huile sur toile                       | 91,8 × 150 cm | Musée des beaux-arts du Canada, Ottawa            | Musée Consulté le 14 Février 2024                               |
|       | Paysage        | La Diligence, Route d'Ennery                                         | 1877      | huile sur toile                       | 46 × 55 cm    | Musée d'Orsay, Paris                              | Musée Consulté le 11 juillet 2023                               |
|       | Paysage        | Coin de jardin à l'Hermitage, Pontoise                               | 1877      | huile sur toile                       | 55 × 46 cm    | Musée d'Orsay, Paris                              | Musée Consulté le 14 Février 2024                               |
|       | Paysage        | La Côte des Bœufs à l'Ermitage                                       | 1877      | huile sur toile                       | 115 × 88 cm   | National Gallery, Londres                         | Musée Consulté le 30 Janvier 2024                               |
|       | Paysage        | Terre labourée en hiver, avec un homme portant un fagot              | 1877      | huile sur toile                       | 39 × 46 cm    | Collection privée, Vente 2015                     | Catalogue Sotheby's Consulté le 31 Janvier 2024                 |
|       | Paysage        | Chemin sous bois, en été                                             | 1877      | huile sur toile                       | 81 × 66 cm    | musée d'Orsay, Paris                              | Musée Consulté le 12 juillet 2023                               |
|       | Paysage        | L'Hermitage en été, Pontoise                                         | 1877      | huile sur toile                       | 57 × 91 cm    | Helly Nahmad gallery, New York                    | Cézanne et Pissarro                                             |
|       | Paysage        | Printemps. Pruniers en fleurs                                        | 1877      | huile sur toile                       | 65 × 81 cm    | Musée d'Orsay, Paris                              | Musée Consulté le 14 Février 2024                               |
|       | Paysage        | La Sente du Chou, Pontoise                                           | 1878      | huile sur toile                       | 57 × 92 cm    | Musée de la Chartreuse de Douai                   | Musenor Consulté le 3 août 2023                                 |
|       | Paysage        | Côte des Grouettes, près de Pontoise                                 | 1878      | huile sur toile                       | 74 × 60 cm    | Metropolitan Museum, New York                     | Musée Consulté le 31 Janvier 2024                               |
|       | Paysage        | Dans le jardin potager                                               | 1878      | huile sur toile                       | 47 × 56 cm    | Galerie d'Art moderne (Florence)                  | Polomuseale Consulté le 15 Février 2024                         |
|       | Paysage        | Bords de l'Oise, près de Pontoise, temps gris                        | 1878      | huile sur toile                       | 54 × 65 cm    | musée d'Orsay, Paris                              | Musée Consulté le 28 Janvier 2024                               |
|       | Paysage        | Bords de l'Oise à Auvers-sur-Oise                                    | 1878      | huile sur toile                       | 54 × 65 cm    | Collection privée, vente 2012                     | Catalogue Christie's Consulté le 30 novembre 2023               |
|       | Nature morte   | Vase de pivoines et tissu orange                                     | 1878      | huile sur toile                       | 81 × 64 cm    | Musée Van-Gogh, Amsterdam                         | Musée Consulté le 15 Février 2024                               |
|       | Paysage        | La Récolte des choux                                                 | 1878-1879 | Gouache sur soie                      | 16 × 52 cm    | Metropolitan Museum, New York                     | Musée Consulté le 15 Février 2024                               |
|       | Paysage        | 'Palais Royal', L'Hermitage, Pontoise                                | 1879      | huile sur toile                       | 54 × 66 cm    | Musée des Beaux-Arts de Virginie, Richmond        | Musée Consulté le 9 Février 2024                                |
|       | Paysage        | Paysage boisé à l'Hermitage, Pontoise                                | 1879      | huile sur toile                       | 47 × 56 cm    | Musée d'art Nelson-Atkins, Kansas City            | Musée Consulté le 5 Février 2024                                |
|       | Scène de genre | Femme lavant une casserole                                           | 1879      | huile sur toile                       | 73 × 60 cm    | Collection privée, vente 2019                     | Catalogue Christie's Consulté le 8 Octobre 2023                 |
|       | Scène de genre | La laveuse (La lessive)                                              | 1879      | huile sur toile                       | 16 × 52 cm    | Collection privée, vente 2006                     | Catalogue Christie's Consulté le 8 Octobre 2023                 |
|       | Paysage        | La Garenne à Pontoise. Effet de neige                                | 1879      | huile sur toile                       | 59 × 72 cm    | Art Institute of Chicago                          | Musée Consulté le 15 Février 2024                               |
|       | Paysage        | L'Orée du Bois près de l'Hermitage, Pontoise                         | 1879      | huile sur toile                       | 125 × 163 cm  | Cleveland Museum of Art                           | Musée Consulté le 31 Janvier 2024                               |
|       | Paysage        | Chemin montant à travers champs. Côte des Grouettes. Pontoise        | 1879      | huile sur toile                       | 54 × 65 cm    | Musée d'Orsay, Paris                              | Musée Consulté le 12 juillet 2023                               |
|       | Paysage        | La Charrette de foin, Montfoucault                                   | 1879      | huile sur toile                       | 155 × 46 cm   | Kawamura Memorial, Chiba                          | Musée Consulté le 29 septembre 2023                             |
|       | Paysage        | Les Boulevards extérieurs, effet de neige                            | 1879      | huile sur toile                       | 54 × 65 cm    | Musée Marmottan, Paris                            | Musée Consulté le 29 Janvier 2024                               |
|       | Paysage        | La Récolte, Pontoise                                                 | 1880      | huile sur toile                       | 46 × 56 cm    | Collection privée, vente 2020                     | Catalogue Christie's Consulté le 29 septembre 2023              |
|       | Paysage        | La Récolte                                                           | 1880      | gouache sur soie                      | 29 × 47 cm    | Collection privée, Vente 2020                     | Catalogue Christie's                                            |
|       | Paysage        | Le Jardin à Valhermeil                                               | 1880      | huile sur toile                       | 54 × 65 cm    | Galerie nationale de Prague                       | Musée Consulté le 6 Octobre 2023                                |
|       | Paysage        | Paysage à Chaponval                                                  | 1880      | huile sur toile                       | 54,5 × 65 cm  | Musée d'Orsay, Paris                              | Musée Consulté le 11 juillet 2023                               |
|       | Paysage        | Le Chemin de Hameau-Chaumieres au Valhermeil                         | 1880      | huile sur toile                       | 59 × 73 cm    | Collection Privée                                 | Bridgeman Consulté le 15 Février 2024                           |
|       | Paysage        | Paysage de la région de Pontoise. Un paysan marche le long du chemin | 1880 vers | tempera sur toile marouflé sur carton | 30 × 22 cm    | Ny Carlsberg Glyptotek                            | Kunstindeks Da Consulté le 15 Février 2024                      |

## Les Figures monumentales des années 1880
| Image | Genre          | Titre                                                          | Date      | Technique                             | Dimensions   | Lieu de Conservation                                | Référence                                                        |
| ----- | -------------- | -------------------------------------------------------------- | --------- | ------------------------------------- | ------------ | --------------------------------------------------- | ---------------------------------------------------------------- |
|       | Portrait       | Paysanne                                                       | 1880      | huile sur toile                       | 73 × 60 cm   | National Gallery of Art, Washington                 | Musée Consulté le 6 Octobre 2023                                 |
|       | Portrait       | Une cardeuse de laine                                          | 1880      | huile sur ciment                      | 56 × 46 cm   | National Gallery, Londres                           | Musée Consulté le 30 Janvier 2024                                |
|       | Portrait       | Lavandière (étude)                                             | 1880      | huile sur toile                       | 73 × 59 cm   | Metropolitan Museum, New York                       | Musée Consulté le 8 Octobre 2023                                 |
|       | Scène de genre | La Conversation                                                | 1881 vers | huile sur toile                       | 65,3 × 54 cm | Musée national de l'art occidental, Tokyo           | Musée                                                            |
|       | Scène de genre | La Gardeuse de chèvre                                          | 1881      | huile sur toile                       | 81 × 65 cm   | Collection privée prêté au Metropolitan depuis 1994 | Catalogue Wildenstein. Volume II, 656 Consulté le 8 Octobre 2023 |
|       | Scène de genre | Paysanne au repos                                              | 1881      | huile sur toile                       | 81 × 65 cm   | Musée d'Art de Toledo                               | Musée Consulté le 6 octobre 2023                                 |
|       | Scène de genre | Paysanne bêchant, jardin de Maubuisson                         | 1881      | huile sur toile                       | 46 × 55 cm   | Localisation inconnue                               | Catalogue Wildenstein. Volume II, 646 Consulté le 8 Octobre 2023 |
|       | Scène de genre | La Récolte des betteraves                                      | 1881      | gouache sur vélin                     | 26 × 38 cm   | Minneapolis Institute of Art                        | Musée Consulté le 15 Février 2024                                |
|       | Scène de genre | La Récolte, Pontoise                                           | 1881      | huile sur toile                       | 46 × 55 cm   | Metropolitan Museum, New York                       | Musée Consulté le 29 septembre 2023                              |
|       | Portrait       | Jeune paysanne au chapeau de paille                            | 1881      | huile sur toile                       | 73 × 59 cm   | National gallery of art, Washington                 | Musée Consulté le 8 octobre 2023                                 |
|       | Portrait       | La Bergère                                                     | 1881      | huile sur toile                       | 81 × 64,8 cm | Musée d'Orsay, Paris                                | Musée Consulté le 11 juillet 2023                                |
|       | Scène de genre | Paysage à Melleray, femme donnant à boire à des chevaux        | 1881      | gouache sur soie marouflé sur panneau | 35 × 46 cm   | Collection privée, vente 2015                       | Catalogue Sotheby's Consulté le 5 octobre 2023                   |
|       | Scène de genre | Jeune paysanne prenant son café                                | 1881      | huile sur toile                       | 65 × 55 cm   | Art Institute of Chicago                            | Musée Consulté le 6 octobre 2023                                 |
|       | Scène de genre | La Brouette, verger                                            | 1881 vers | huile sur toile                       | 53 × 64 cm   | Musée d'Orsay, Paris                                | Musée                                                            |
|       | Paysage        | Paysage, Bazincourt                                            | 1881 vers | huile sur toile                       | 65 × 81 cm   | Musée des Beaux-Arts de Göteborg                    | Musée Consulté le 2 Novembre 2023                                |
|       | Portrait       | Portrait de Félix                                              | 1882      | huile sur toile                       | 54 × 46 cm   | Tate Gallery, Londres                               | Musée Consulté le 30 Janvier 2024                                |
|       | Paysage        | Chemin de l’Écluse, Saint-Ouen-l’Aumône                        | 1882      | huile sur toile                       | 65 × 55 cm   | Collection privée, Vente 2016                       | Catalogue Christie's Consulté le 30 Novembre 2023                |
|       | Scène de genre | La Petite Bonne de campagne                                    | 1882      | huile sur toile                       | 63 × 53 cm   | Tate Gallery, Londres                               | Musée Consulté le 6 octobre 2023                                 |
|       | Scène de genre | Femme et enfant au puits                                       | 1882      | huile sur toile                       | 81 × 66 cm   | Art Institute of Chicago                            | Musée Consulté le 9 octobre 2023                                 |
|       | Paysage        | Le Jardin de Maubuisson, Pontoise, la mère Bellette            | 1882      | huile sur toile                       | 54 × 66 cm   | Collection privée, Vente 2013                       | Catalogue Bonhams Consulté le 8 octobre 2023                     |
|       | Paysage        | La Moisson                                                     | 1882      | tempera sur toile                     | 70 × 126 cm  | Musée de l'art occidental, Tokyo                    | Musée Consulté le 29 septembre 2023                              |
|       | Paysage        | Les Sarcleurs                                                  | 1882      | pastel sur toile                      | 22 × 31 cm   | Collection privée, Vente 2016                       | Catalogue Sotheby's Consulté le 29 septembre 2023                |
|       | Paysage        | Le Marché à la volaille                                        | 1882      | huile sur toile                       | 81 × 65 cm   | Norton Simon Museum, Pasadena                       | Musée Consulté le 8 Octobre 2023                                 |
|       | Scène de genre | Jeune fille allongée sur l'herbe                               | 1882      | huile sur toile                       | 65 × 78 cm   | Brême, Kunsthalle de Brême                          | Musée Consulté le 1 octobre 2023                                 |
|       | Scène de genre | Jeunes paysannes au repos dans un pré, près de Pontoise        | 1882      | huile sur toile                       | 65 × 82 cm   | National Gallery of Art, Washington                 | Musée Consulté le 8 octobre 2023                                 |
|       | Scène de genre | Paysanne assise                                                | 1882      | huile sur toile                       | 79 × 71 cm   | High Museum of Art, Atlanta                         | Musée Consulté le 1 octobre 2023                                 |
|       | Scène de genre | Etude de paysanne en plein air, bêchant                        | 1882      | huile sur toile                       | 65 × 54 cm   | Collection privée, vente 2006                       | Catalogue Christie's Consulté le 29 septembre 2023               |
|       | Paysage        | Quai du Pothuis, bords de l'Oise                               | 1882      | huile sur toile                       | 46 × 55 cm   | Musée André Maraux, Le Havre                        | Musée Consulté le 30 Novembre 2023                               |
|       | Scène de genre | Femme aux champs                                               | 1882      | huile sur toile                       | 88 × 48 cm   | Musée national des Beaux-Arts (Argentine)           | Musée Consulté le 30 septembre 2023                              |
|       | Paysage        | La Place Lafayette à Rouen                                     | 1883      | huile sur toile                       | 46 × 58 cm   | Institut Courtauld, Londres                         | Musée Consulté le 15 Novembre 2023                               |
|       | Paysage        | L’île Lacroix à Rouen                                          | 1883      | huile sur toile                       | 54 × 66 cm   | Worcester Art Museum                                | Musée Consulté le 16 Novembre 2023                               |
|       | Paysage        | Le Pont de pierre et les barges à Rouen                        | 1883      | huile sur toile                       | 54 × 65 cm   | Columbus Museum of Art                              | Musée Consulté le 15 Novembre 2023                               |
|       | Paysage        | La Côte sainte-Catherine à Rouen                               | 1883      | huile sur toile                       | 54 × 65 cm   | Collection privée                                   | Catalogue Wildenstein. Vol. II, 735 Consulté le 12 Novembre 2023 |
|       | Paysage        | La Charcutière                                                 | 1883      | huile sur toile                       | 65 × 54 cm   | National Gallery, Londres                           | Musée Consulté le 8 octobre 2023                                 |
|       | Paysage        | Falaises aux Petites Dalles                                    | 1883      | huile sur toile                       | 54 × 65 cm   | Collection privée, Vente 2013                       | Catalogue Bonhams Consulté le 15 Février 2024                    |
|       | Portrait       | Félix en jupe                                                  | 1883      | huile sur toile                       | 46 × 40 cm   | Fondation Bemberg, Toulouse                         | Catalogue                                                        |
|       | Scène de genre | Jeanne dite Cocotte, et Ludovic Rodolphe Pissarro sur un tapis | 1883      | huile sur toile                       | 33 × 41 cm   | Collection privée, Vente 2017                       | Catalogue Sotheby's Consulté le 8 Octobre 2023                   |
|       | Paysage        | Chemin montant à Osny (Val d'oise)                             | 1883      | huile sur toile                       | 56 × 46 cm   | Musée des Beaux-Arts de Valenciennes                | Webmuseo Consulté le 3 août 2023                                 |
|       | Paysage        | Paysanne portant deux balles de foin                           | 1883      | huile sur toile                       | 74 × 61 cm   | Musée d'Art de Dallas                               | Musée Consulté le 6 octobre 2023                                 |
|       | Paysage        | La Route d'Osny                                                | 1883      | huile sur toile                       | 54 × 65 cm   | Collection privée, en vente                         | Catalogue Dickinson Consulté le 29 septembre 2023                |
|       | Paysage        | Paysage avec deux paysannes à gauche                           | 1883      | gouache sur soie                      | 27 × 56 cm   | Collection Perez Simon, Mexico                      | Connaissance des arts                                            |
|       | Portrait       | Paysanne se chauffant                                          | 1883      | huile sur toile                       | 73 × 60 cm   | Collection privée, Vente 2005                       | Catalogue Christie's Consulté le 2 Octobre 2023                  |

## Éragny-sur-Epte à partir de 1884
| Image | Genre          | Titre                                         | Date      | Technique                          | Dimensions     | Lieu de Conservation                         | Référence                                                        |
| ----- | -------------- | --------------------------------------------- | --------- | ---------------------------------- | -------------- | -------------------------------------------- | ---------------------------------------------------------------- |
|       | Paysage        | Scène de neige à Éragny (Vue de Bazincourt)   | 1884      | huile sur toile                    | 47 × 56 cm     | Musée des Beaux-Arts de San Francisco        | Musée Consulté le 29 octobre 2023                                |
|       | Scène de genre | La Servante assise dans le jardin d'Éragny    | 1884      | huile sur toile                    | 60 × 73 cm     | Collection privée, vente 2015                | Catalogue Christie's Consulté le 1 octobre 2023                  |
|       | Scène de genre | Entrée du village d'Éragny                    | 1884      | huile sur toile                    | 50 × 61 cm     | Musée Pola, Hakone                           | Musée Consulté le 21 octobre 2023                                |
|       | Paysage        | Les Meules et le clocher de l'église à Éragny | 1884      | huile sur toile                    | 54 × 65 cm     | Collection privée, vente 2019                | Catalogue Sotheby's Consulté le 21 octobre 2023                  |
|       | Paysage        | L'Église à Éragny                             | 1884      | huile sur toile                    | 54 × 67 cm     | Walters Art Museum, Baltimore                | Musée Consulté le 21 octobre 2023                                |
|       | Paysage        | Maisons de paysans à Éragny                   | 1884      | huile sur toile                    | 46 × 55 cm     | Musée d'Art du comté de Los Angeles          | Musée Consulté le 21 octobre 2023                                |
|       | Paysage        | Vue de Bazincourt                             | 1884      | huile sur toile                    | 54 × 65 cm     | Collection privée, vente 2015                | Connaissance des arts                                            |
|       | Paysage        | Les Faneuses                                  | 1884      | gouache                            | 64 × 80 cm     | Musée d'Art de Denver                        | Musée Consulté le 30 septembre 2023                              |
|       | Portrait       | La Faneuse                                    | 1884      | huile sur toile                    | 73 × 60 cm     | Collection Perez Simon, Mexico               | Connaissance des arts                                            |
|       | Scène de genre | Paysanne assise et chèvre                     | 1884      | huile sur toile                    | 60 × 74 cm     | Collection privée, Vente 2014                | Catalogue Sotheby's Consulté le 1 octobre 2023                   |
|       | Paysage        | Le Lavoir de Bazincourt                       | 1884      | huile sur toile                    | 65 × 54 cm     | Collection privée, Vente 2014                | Catalogue Christie's Consulté le 2 Novembre 2023                 |
|       | Paysage        | Vue de Bazincourt, temps clair                | 1884      | huile sur toile                    | 54 × 65 cm     | Localisation inconnue                        | Catalogue Wildenstein, Vol. III, 756 Consulté le 16 Février 2024 |
|       | Paysage        | Route enneigée avec maison, environs d'Eragny | 1885      | huile sur toile                    | 33 × 41 cm     | collection privée, Vente 2018                | Catalogue Sotheby's Consulté le 21 octobre 2023                  |
|       | Paysage        | Le Clocher de Bazincourt                      | 1885      | huile sur toile                    | 65 × 54 cm     | Musée d'Art de Saint-Louis                   | Musée Consulté le 2 Novembre 2023                                |
|       | Paysage        | Gisors, quartier neuf                         | 1885      | huile sur toile                    | 60 × 74 cm     | collection particulière                      | Cézanne et Pissarro                                              |
|       | Paysage        | Vue de la fenêtre de l'artiste, Eragny        | 1885      | huile sur toile                    | 54 × 65 cm     | Musée des Beaux-Arts (Boston)                | Musée Consulté le 30 octobre 2023                                |
|       | Paysage        | Le Village d'Eragny                           | 1885      | huile sur toile                    | 55 × 65 cm     | Ashmolean Museum, Oxford                     | Musée Consulté le 30 Janvier 2024                                |
|       | Paysage        | Le Village d'Eragny                           | 1885      | huile sur toile                    | 60 × 73 cm     | Birmingham Museum of Art, Alabama            | Musée Consulté le 30 octobre 2023                                |
|       | Paysage        | La Maison de la folie à Eragny                | 1885      | huile sur toile                    | 73 × 60 cm     | Musée d'Orsay, Paris                         | Musée Consulté le 16 octobre 2023                                |
|       | Paysage        | La Briqueterie De la folie à Eragny           | 1885      | huile sur toile                    | 38 × 46 cm     | Ashmolean Museum, Oxford                     | Musée Consulté le 30 Janvier 2024                                |
|       | Paysage        | Prairie d'Éragny                              | 1885      | huile sur toile                    | 54 × 65 cm     | Collection privée, Vente 2012                | Catalogue Christie's Consulté le 16 octobre 2023                 |
|       | Paysage        | Prairie de Bazincourt                         | 1885      | huile sur toile                    | 46 × 55 cm     | Collection privée, Vente 2017                | Catalogue Christie's Consulté le 2 Novembre 2023                 |
|       | Paysage        | Le Grand noyer dans le pré, Éragny            | 1885      | huile sur toile                    | 38 × 46 cm     | Uehara Museum of Modern Art, Shimoda         | Musée Consulté le 29 octobre 2023                                |
|       | Portrait       | Paysanne assise                               | 1885      | huile sur toile                    | 73 × 60 cm     | Yale University Art Gallery, New Haven       | Musée Consulté le 28 septembre 2023                              |
|       | Portrait       | Paysanne attachant son soulier                | 1885      | huile sur toile                    | 56 × 47 cm     | Collection privée, Vente 2012                | Catalogue Cristie's Consulté le 2 Octobre 2023                   |
|       | Scène de genre | Jeune fille dans un champ avec des dindons    | 1885      | aquarelle sur soie                 | 47 × 79 cm     | Brooklyn Museum, New York                    | Musée Consulté le 30 septembre 2023                              |
|       | Scène de genre | Le Marché à la volaille, Gisors               | 1885      | tempera sur papier montée sur bois | 82 × 82 cm     | Musée des Beaux-Arts (Boston)                | Musée Consulté le 5 Février 2024                                 |
|       | Scène de genre | Paysanne sur un sentier                       | 1885 vers | gouache sur papier                 | 8 × 14 cm      | Collection privée, vente 2020                | Catalogue Sotheby's Consulté le 5 octobre 2023                   |
|       | Scène de genre | La Bergère rentrant des moutons               | 1886      |                                    | 53,3 × 64,4 cm | Musée des Arts de l'Université de l'Oklahoma | Libération 2016                                                  |

## Néo-impressionnisme
| Image | Genre          | Titre                                                             | Date         | Technique                              | Dimensions   | Lieu de Conservation                                        | Référence                                                             |
| ----- | -------------- | ----------------------------------------------------------------- | ------------ | -------------------------------------- | ------------ | ----------------------------------------------------------- | --------------------------------------------------------------------- |
|       | Paysage        | Prairie à Éragny                                                  | 1886         | huile sur toile                        | 59 × 73 cm   | Collection privée, Vente 2013                               | Catalogue Sotheby's                                                   |
|       | Paysage        | Poiriers en fleurs à Eragny, le matin                             | 1886         | huile sur toile                        | 54 × 65 cm   | Pola Museum, Kanagawa                                       | Musée Consulté le 29 octobre 2023                                     |
|       | Paysage        | Bords de l’Epte à Éragny                                          | 1886 vers    | huile sur panneau                      | 16 × 24 cm   | Collection privée, Vente 2013                               | Catalogue Sotheby's Consulté le 16 octobre 2023                       |
|       | Paysage        | La Maison de la sourde et le clocher d'Eragny                     | 1886         | huile sur toile                        | 65 × 81 cm   | Musée d'Art d'Indianapolis                                  | Musée Consulté le 30 octobre 2023                                     |
|       | Scène de genre | La Cueillette des pommes                                          | 1886         | huile sur toile                        | 126 × 127 cm | Kurashiki, Ohara Museum                                     | Musée Consulté le 30 septembre 2023                                   |
|       | Scène de genre | Paysannes ramassant des herbes, Eragny                            | 1886         | huile sur toile                        | 38 × 46 cm   | Collection privée, vente 2018                               | Catalogue Sotheby's Consulté le 29 septembre 2023                     |
|       | Scène de genre | La Récolte des Pommes de Terre                                    | 1886         | Gouache sur soie                       | 46 × 55 cm   | Collection privée, Vente 2018                               | Catalogue Christie's Consulté le 5 octobre 2023                       |
|       | Paysage        | Vue de ma fenêtre, Eragny-sur-Epte                                | 1886-1888    | huile sur toile                        | 65 × 81 cm   | Ashmolean Museum, Oxford                                    | Musée Consulté le 30 Janvier 2024                                     |
|       | Scène de genre | La Cueillette des pois                                            | 1887         | gouache sur papier                     | 53 × 64 cm   | Collection Bruce et Robbi Toll                              | Connaissance des arts Catalogue Christie's Consulté le 5 octobre 2023 |
|       | Paysage        | Paysage d'été, Eragny                                             | 1887 et 1902 | huile sur toile                        | 56 × 66 cm   | Philadelphia Museum of Art                                  | Musée Consulté le 30 octobre 2023                                     |
|       | Scène de genre | Gardeuse de vaches, Éragny                                        | 1887         | gouache sur papier marouflé sur bois   | 54 × 65 cm   | Collection privée, Vente 2012                               | Catalogue Christie's Consulté le 30 septembre 2023                    |
|       | Scène de genre | Jeune Paysanne faisant du feu. Gelée blanche                      | 1887         | huile sur toile                        |              | collection particulière anciennement collection Simon Bauer | Musée d'Orsay                                                         |
|       | Paysage        | Fin d'après-midi dans notre pré                                   | 1887         | huile sur toile                        | 54 × 65 cm   | National Gallery, Londres                                   | Musée Consulté le 29 octobre 2023                                     |
|       | Scène de genre | Maisons de paysans, Eragny                                        | 1887         | huile sur toile                        | 59 × 72 cm   | Galerie d'art de Nouvelle-Galles du Sud, Sydney             | Musée Consulté le 21 octobre 2023                                     |
|       | Scène de genre | Les Foins, Eragny                                                 | 1887         | huile sur toile                        | 55 × 66 cm   | Musée Van-Gogh, Amsterdam                                   | Musée Consulté le 6 octobre 2023                                      |
|       | Paysage        | Femme dans un clos, soleil de printemps dans le pré à Éragny      | 1887         | huile sur toile                        | 54,5 × 65 cm | Musée d'Orsay, Paris                                        | Musée Consulté le 21 Février 2024                                     |
|       | Scène de genre | Le Pommier à Eragny                                               | 1887         | huile sur panneau                      | 15 × 21 cm   | Collection privée, Vente 2015                               | Catalogue Bonhams Consulté le 21 octobre 2023                         |
|       | Scène de genre | Femme étendant du linge                                           | 1888         | huile sur toile                        | 41 × 33 cm   | Musée d'Orsay, Paris                                        | Musée Consulté le 8 octobre 2023                                      |
|       | Scène de genre | Paysannes portant un panier                                       | 1888         | gouache sur toile marouflé sur panneau | 36 × 28 cm   | Collection privée, vente 2022                               | Catalogue Christies                                                   |
|       | Paysage        | La Récolte de pommes                                              | 1888         | huile sur toile                        | 61 × 74 cm   | Musée d'Art de Dallas                                       | Musée Consulté le 13 octobre 2023                                     |
|       | Paysage        | Givre, paysanne faisant un feu                                    | 1888         | huile sur toile                        | 93 × 92 cm   | Musée Barberini, Potsdam                                    | Musée Consulté le 30 septembre 2023                                   |
|       | Paysage        | Les Coteaux de Thierceville, temps gris                           | 1888         | huile sur toile                        | 54 × 73 cm   | Collection privée, Vente 2021                               | Catalogue Sotheby's Consulté le 21 Octobre 2023                       |
|       | Paysage        | L’île Lacroix, Rouen (Effet de brouillard)                        | 1888         | huile sur toile                        | 47 × 56 cm   | Philadelphia Museum of Art                                  | Musée Consulté le 21 Février 2024                                     |
|       | Paysage        | Vue de Bazincourt                                                 | 1889         | aquarelle sur coton montée sur carton  | 20 × 27 cm   | Brooklyn Museum, New York                                   | Musée Consulté le 2 Novembre 2023                                     |
|       | Paysage        | Paysage avec troupeau de moutons                                  | 1889         | huile sur toile                        | 60 × 74 cm   | Norton Simon Museum, Pasadena                               | Musée Consulté le 1er octobre 2023                                    |
|       | Paysage        | Les Glaneuses                                                     | 1889         | huile sur toile                        | 65 × 81 cm   | Kunstmuseum (Bâle)                                          | Musée Consulté le 21 Février 2024                                     |
|       | Paysage        | Paysage à Varengeville, temps gris                                | 1889         | huile sur toile                        |              | Phoenix Art Museum                                          | Musée Consulté le 9 Février 2024                                      |
|       | Paysage        | Le Jardin des Tuileries, temps de pluie                           | 1889         | huile sur toile                        | 65 × 92 cm   | Ashmolean Museum, Oxford                                    | Musée Consulté le 30 Janvier 2024                                     |
|       | Paysage        | Pont de Charing Cross, Londres                                    | 1890         | huile sur toile                        | 60 × 90 cm   | National Gallery Of Art, Washington                         | Musée Consulté le 5 Février 2024                                      |
|       | Paysage        | Soleil couchant à Ennery                                          | 1890         | huile sur toile                        | 65 × 81 cm   | Musée d'Israël, Jérusalem                                   | Musée                                                                 |
|       | Paysage        | Paysage à Eragny                                                  | 1890         | aquarelle                              | 22 × 26 cm   | Musée d'Art de Dallas                                       | Musée Consulté le 21 octobre 2023                                     |
|       | Paysage        | Paysage (Eragny)                                                  | 1890         | aquarelle                              | 16 × 24 cm   | Musée d'Art du comté de Los Angeles                         | Musée Consulté le 29 octobre 2023                                     |
|       | Paysage        | Vacher dans un pré à Eragny                                       | 1890         | huile sur toile                        | 38 × 46 cm   | Collection privée, Vente 2005                               | Catalogue Sotheby's Consulté le 21 octobre 2023                       |
|       | Paysage        | Pâturage, coucher de soleil, Eragny                               | 1890         | huile sur toile                        | 38 × 80 cm   | Collection privée, Vente 2008                               | Catalogue Christie's Consulté le 4 octobre 2023                       |
|       | Paysage        | Paysans dans les champs, Éragny                                   | 1890         | huile sur toile                        | 64 × 45 cm   | Galerie d'art Albright-Knox, Buffalo                        | Musée Consulté le 6 octobre 2023                                      |
|       | Paysage        | Femme poussant une brouette, Éragny                               | 1890         | huile sur toile                        | 33 × 41 cm   | Collection privée, Vente 2014                               | Catalogue Sotheby's Consulté le 30 septembre 2023                     |
|       | Scène de genre | La Gardeuse d'oies                                                | 1890         | huile sur panneau de bois bercé        | 19 × 14 cm   | Collection privée, Vente 2018                               | Catalogue Bonhams Consulté le 1 octobre 2023                          |
|       | Paysage        | Hampton Court Green                                               | 1891         | huile sur toile                        | 54 × 73 cm   | National Gallery of Art, Washington                         | Musée Consulté le 5 Février 2024                                      |
|       | Scène de genre | Paysannes plantant des rammes                                     | 1891         | huile sur toile                        | 19 × 14 cm   | Sheffield Museums                                           | Art UK Consulté le 2 octobre 2023                                     |
|       | Paysage        | Paysage à Saint Charles, près de Gisors, au soleil couchant       | 1891         | huile sur toile                        | 81 × 65 cm   | Clark Art Institute, Williamstown                           | Musée Consulté le 31 Janvier 2024                                     |
|       | Scène de genre | Fenaison à Eragny                                                 | 1891         | huile sur toile                        | 47 × 39 cm   | Collection privée, Vente 2006                               | Musée Consulté le 29 octobre 2023                                     |
|       | Scène de genre | Faneuses au repos                                                 | 1891         | huile sur toile                        | 65 × 81 cm   | Musée d'Art McNay, San Antonio                              | Musée Consulté le 5 octobre 2023                                      |
|       | Scène de genre | Deux jeunes paysannes                                             | 1891-1892    | huile sur toile                        | 89 × 116 cm  | Metropolitan Museum, New York                               | Musée Consulté le 4 octobre 2023                                      |
|       | Paysage        | Le Grand Noyer, gelée blanche Éragny                              | 1892         | huile sur toile                        | 41 × 33 cm   | Collection privée, Vente 2011                               | Catalogue Sotheby's Consulté le 21 octobre 2023                       |
|       | Paysage        | Vue de Bazincourt, givre, matin                                   | 1892         | huile sur toile                        | 54 × 66 cm   | Collection privée, Vente 2006                               | Catalogue Christie's Consulté le 2 Novembre 2023                      |
|       | Paysage        | Paysage avec maisons et mur de clôture, givre et brume, Éragny    | 1892         | huile sur toile                        | 46 × 55 cm   | Collection privée, Vente 2012                               | Catalogue Sotheby's Consulté le 30 octobre 2023                       |
|       | Paysage        | Pièce d'eau à Kew, Londres                                        | 1892         | huile sur toile                        | 71 × 80 cm   | High Museum of Art, Atlanta                                 | Musée Consulté le 31 janvier 2024                                     |
|       | Paysage        | Les Foins, Eragny                                                 | 1892         | huile sur toile                        | 65 × 81 cm   | Art Institute of Chicago                                    | Musée Consulté le 29 septembre 2023                                   |
|       | Scène de genre | Enfants attablés dans le jardin à Eragny                          | 1892         | huile sur toile                        | 58 × 71 cm   | Collection privée, Vente 2010                               | Catalogue Christie's Consulté le 16 Octobre 2023                      |
|       | Paysage        | Pommier à Eragny, Automne                                         | 1892         | huile sur toile                        | 55 × 46 cm   | Musée Von-der-Heydt, Wuppertal                              | Catalogue Wildenstein. Vol. III, 962 Consulté le 29 Janvier 2024      |
|       | Scène de genre | Femme à la brouette                                               | 1892         | huile sur toile                        | 46 × 38 cm   | Collection privée, vente 2020                               | Catalogue Sotheby's Consulté le 30 septembre 2023                     |
|       | Scène de genre | Maison de paysans                                                 | 1892         | huile sur toile                        | 59 × 73 cm   | Collection privée, vente 2015                               | Catalogue Sotheby's Consulté le 1er octobre 2023                      |
|       | Paysage        | Vue de Bazincourt, soleil couchant                                | 1892         | huile sur toile                        | 38 × 55 cm   | Musée Barberini, Potsdam                                    | Musée Consulté le 2 Novembre 2023                                     |
|       | Paysage        | Kew Greens                                                        | 1892         | Huile sur toile                        | 46 × 55 cm   | Musée des Beaux-Arts de Lyon                                | Musée d'Orsay Consulté le 3 août 2023                                 |
|       | Paysage        | La Place du Havre, Paris                                          | 1893         | Huile sur toile                        | 60 × 73 cm   | Art Institute of Chicago                                    | Musée Consulté le 31 Janvier 2024                                     |
|       | Portrait       | Femme au fichu vert                                               | 1893         | huile sur toile                        | 65 × 54 cm   | Musée d'Orsay, Paris                                        | Musée Consulté le 22 Février 2024                                     |
|       | Paysage        | Vue de ma fenêtre, inondation, effet de soir, Éragny              | 1893         | huile sur toile                        | 65 × 54 cm   | Collection privée, Vente 2011                               | Catalogue Christie's Consulté le 21 Octobre 2023                      |
|       | Scène de genre | Femme faisant la lessive à Eragny                                 | 1893         | huile sur toile                        | 46 × 38 cm   | Metropolitan Museum, New York                               | Musée Consulté le 8 Octobre 2023                                      |
|       | Scène de genre | Deux paysannes dans un pré                                        | 1893         | huile sur toile                        | 93 × 73 cm   | Musée des Beaux-Arts (Boston)                               | Musée Consulté le 6 août 2023                                         |
|       | Paysage        | Dans le pré - Paysage                                             | 1893         | huile sur toile                        | 46 × 55 cm   | Musée de Neuchâtel                                          | Musée Consulté le 16 Octobre 2023                                     |
|       | Paysage        | Le Pré avec cheval gris, Eragny                                   | 1893         | huile sur toile                        | 54 × 65 cm   | Collection privée, Vente 2012                               | Catalogue Christie's Consulté le 21 Octobre 2023                      |
|       | Scène de genre | La Récolte des pois                                               | 1893         | huile sur toile                        | 46 × 55 cm   | Museum Langmatt, Baden                                      | Musée Consulté le 1 octobre 2023                                      |
|       | Portrait       | Faneuses le soir, Eragny                                          | 1893         | huile sur toile                        | 54 × 65 cm   | Joslyn Art Museum, Omaha                                    | Musée Consulté le 30 septembre 2023                                   |
|       | Paysage        | Pommier dans le pré, Éragny                                       | 1893         | huile sur toile                        | 45 × 54 cm   | Philadelphia Museum of Art                                  | Musée Consulté le 16 Octobre 2023                                     |
|       | Paysage        | Jardin à Éragny                                                   | 1893         | huile sur toile                        | 65 × 80 cm   | Collection privée, Vente 2013                               | Catalogue Christie's Consulté le 16 Octobre 2023                      |
|       | Paysage        | Effet de neige à Eragny                                           | 1894         | huile sur toile                        | 73 × 92 cm   | Musée des Beaux-Arts de Dijon Dépôt du Musée d'Orsay        | Musée Consulté le 29 Octobre 2023                                     |
|       | Paysage        | Le Grand Noyer, gelée blanche, Éragny                             | 1894         | huile sur toile                        | 73 × 92 cm   | Musée Mohamed Mamoud Khalil                                 | Catalogue Wildenstein. Volume III, 1022 Consulté le 29 Octobre 2023   |
|       | Paysage        | Vue de Bazincourt, brouillard                                     | 1894         | huile sur toile                        | 33 × 41 cm   | Collection privée, Vente 2014                               | Catalogue Sotheby's Consulté le 2 Novembre 2023                       |
|       | Paysage        | Le Grand noyer au printemps, Éragny                               | 1894         | huile sur toile                        | 59 × 73 cm   | Collection privée, Vente 2019                               | Catalogue Sotheby's Consulté le 16 Octobre 2023                       |
|       | Paysage        | Soleil levant à Éragny ou À Éragny, dans mon pré, soleil couchant | 1894         | huile sur toile                        | 38 × 46 cm   | Musée André-Malraux, Le Havre                               | Musée                                                                 |
|       | Paysage        | Le Clocher d'Eragny vu de l'atelier                               | 1894         | 35 × 47 cm                             |              | Collection privée, Vente 1925                               | Catalogue Wildenstein. Vol. III, 1049 Consulté le 29 octobre 2023     |
|       | Paysage        | Pommiers dans le pré à Eragny                                     | 1894         | 67 × 82 cm                             |              | Fred Jones Jr. Museum of Art, Oklahoma                      | Catalogue Wildenstein. Vol. III, 1053 Consulté le 29 octobre 2023     |
|       | Paysage        | Pommiers à Eragny                                                 | 1894         | 60 × 74 cm                             |              | Collection privée, Vente 2012                               | Catalogue Christie's Consulté le 30 octobre 2023                      |
|       | Paysage        | Peupliers, Soleil couchant à Éragny                               | 1894         | huile sur toile                        | 73 × 61 cm   | Musée d'art Nelson-Atkins, Kansas City                      | Musée Consulté le 21 Octobre 2023                                     |
|       | Paysage        | La Maison de la Sourde et le clocher d'Eragny                     | 1894         | huile sur toile                        | 22 × 16 cm   | Collection privée, Vente 2018                               | Catalogue Sotheby's Consulté le 16 Octobre 2023                       |
|       | Paysage        | Les Prairies à Éragny, pommier                                    | 1894         | huile sur toile                        | 27 × 36 cm   | Musée Thyssen-Bornemisza, Madrid                            | Musée Consulté le 26 septembre 2023                                   |
|       | Paysage        | Paysage d'hiver, Éragny, le soir                                  | 1894         | huile sur toile                        | 54 × 65 cm   | Ordrupgaard, Copenhague                                     | Musée Consulté le 2 Novembre 2023                                     |
|       | Paysage        | Pruniers en fleurs, Éragny                                        | 1894         | huile sur toile                        | 60 × 73 cm   | Ordrupgaard, Copenhague                                     | Musée Consulté le 16 Octobre 2023                                     |
|       | Paysage        | Le Jardin au printemps à Eragny                                   | 1894         | huile sur toile                        | 54 × 65 cm   | Collection privée                                           | Fiche Atlas                                                           |
|       | Paysage        | Le Kalfmolen à Knokke                                             | 1894         | huile sur toile                        | 54 × 65 cm   | Collection privée, vente 2007                               | Catalogue Sotheby's Consulté le 28 septembre 2023                     |
|       | Paysage        | Le Village de Knokke                                              | 1894         | huile sur toile                        | 54 × 65 cm   | Petit Palais, Paris                                         | Paris Musées Consulté le 25 Février 2024                              |
|       | Paysage        | Les Dunes à Knokke, effet de soleil                               | 1894         | huile sur toile                        | 54 × 65 cm   | Collection privée, Vente 2019                               | Catalogue Christie's Consulté le 28 septembre 2023                    |
|       | Paysage        | Eglise de Knocke                                                  | 1894         | huile sur toile                        | 54 × 65 cm   | Musée d'Orsay, Paris                                        | Musée Consulté le 28 septembre 2023                                   |
|       | Paysage        | Automne, Peupliers, Éragny                                        | 1894         | huile sur toile                        | 80 × 59 cm   | Musée d'Art de Denver                                       | Musée Consulté le 16 Octobre 2023                                     |
|       | Scène de genre | Femme se baignant les pieds dans un ruisseau                      | 1894-1895    | huile sur toile                        | 33 × 41 cm   | Musée d'art d'Indianapolis                                  | Musée Consulté le 9 Octobre 2023                                      |
|       | Scène de genre | Femme se baignant les pieds dans un ruisseau                      | 1894-1895    | huile sur toile                        | 73 × 92 cm   | Art Institute of Chicago                                    | Musée Consulté le 28 septembre 2023                                   |
|       | Scène de genre | Baigneuse dans les bois                                           | 1895         | huile sur toile                        | 60 × 73 cm   | Metropolitan Museum, New York                               | Musée Consulté le 28 septembre 2023                                   |
|       | Paysage        | Lumière du matin sur la neige, Eragny                             | 1895         | huile sur toile                        | 82 × 62 cm   | Musée des Beaux-Arts (Boston)                               | Musée Consulté le 21 octobre 2023                                     |
|       | Paysage        | Paysage neigeux à Eragny avec un pommier                          | 1895         | huile sur toile                        | 38 × 46 cm   | Fitzwilliam Museum, Cambridge                               | Musée Consulté le 21 octobre 2023                                     |
|       | Paysage        | Effet de neige à Eragny                                           | 1895         | huile sur toile                        | 54 × 65 cm   | Eva Klabin House Museum, Rio de Janeiro                     | Musée Consulté le 16 Octobre 2023                                     |
|       | Paysage        | Peupliers, Eragny                                                 | 1895         | huile sur toile                        | 93 × 65 cm   | Metropolitan Museum, New York                               | Musée Consulté le 30 Octobre 2023                                     |
|       | Nu             | La Baigneuse                                                      | 1895         | huile sur toile                        | 35 × 27 cm   | National Gallery of Art, Washington                         | Musée Consulté le 8 Octobre 2023                                      |
|       | Paysage        | Pommiers et faneuses, Éragny                                      | 1895         | huile sur toile                        | 59 × 73 cm   | Collection privée, Vente 2012                               | Catalogue Christie's Consulté le 4 octobre 2023                       |
|       | Paysage        | Le Marché de Gisors (Le Marché de Pontoise)                       | 1895         | huile sur toile                        | 46 × 38 cm   | Nelson-Atkins Museum of Art, Kansas City                    | Musée Consulté le 25 Février 2024                                     |
|       | Nu             | Femme nue de dos dans un intérieur                                | 1895         | huile sur toile                        | 41 × 33 cm   | Collection privée, Vente 2010                               | Catalogue Christies Consulté le 8 octobre 2023                        |
|       | Scène de genre | Quatre baigneuses discutant au bord de l'eau                      | 1895         | huile sur toile                        | 35 × 27 cm   | Collection privée, Vente 2015                               | Catalogue Christie's Consulté le 28 septembre 2023                    |
|       | Scène de genre | L'Abreuvoir                                                       | 1895         | huile sur toile                        | 55 × 65 cm   | Musée du Louvre, Paris                                      | Musée Consulté le 30 Octobre 2023                                     |
|       | Paysage        | Automne à Éragny                                                  | 1895         | huile sur toile                        | 38 × 46 cm   | Musée national de l'Art occidental, Tokyo                   | Musée Consulté le 29 octobre 2023                                     |
|       | Paysage        | Peupliers, temps gris, Éragny                                     | 1895         | huile sur toile                        | 61 × 74 cm   | Musée des beaux-arts de l'Ontario, Toronto                  | Musée Consulté le 29 Octobre 2023                                     |
|       | Paysage        | Le Clocher de Bazincourt (étude)                                  | 1895 vers    | huile sur toile                        | 65 × 54 cm   | Collection privée, Vente 2021                               | Catalogue Christie's Consulté le 3 août 2023                          |
|       | Scène de genre | Paysannes causant dans la cour d'une ferme, Éragny                | 1895-1902    | huile sur toile                        | 80 × 65 cm   | Collection privée, Vente 2015                               | Catalogue Sotheby's Consulté le 2 Octobre 2023                        |
|       | Scène de genre | La Paysanne à la manne                                            | 1895-1902    | huile sur zinc                         | 15 × 12 cm   | Musée Faure (Aix-les-Bains)                                 | Catalogue Wildenstein. Vol. III, 1100 Consulté le 28 Janvier 2024     |
|       | Paysage        | Le Verger d'Éragny                                                | 1896         | huile sur toile                        | 55 × 65 cm   | Musée Thyssen-Bornemisza, Madrid                            | Musée Consulté le 26 septembre 2023                                   |
|       | Portrait       | Petite bonne flamande dite ‘La Rosa’                              | 1896         | huile sur toile                        | 55 × 46 cm   | Collection privée, vente 2017                               | Catalogue Christie's Consulté le 2 Octobre 2023                       |

## Les Vues urbaines
| Image | Genre          | Titre                                                                            | Date      | Technique                           | Dimensions     | Lieu de Conservation                                       | Référence                                                          |
| ----- | -------------- | -------------------------------------------------------------------------------- | --------- | ----------------------------------- | -------------- | ---------------------------------------------------------- | ------------------------------------------------------------------ |
|       | Paysage        | Le Grand Pont, Rouen                                                             | 1896      | huile sur toile                     | 30 × 92 cm     | Carnegie Museum of Art, Pittsburgh                         | Musée Consulté le 18 Novembre 2023                                 |
|       | Paysage        | Le Pont de pierre à Rouen, temps gris                                            | 1896      | huile sur toile                     | 66 × 91 cm     | Musée des beaux-arts du Canada, Ottawa                     | Musée Consulté le 18 Novembre 2023                                 |
|       | Paysage        | Le Pont Saint-Sever, Rouen : Brume                                               | 1896      | huile sur toile                     | 60 × 87 cm     | North Carolina Museum of Art, Raleigh                      | Musée Consulté le 15 Novembre 2023                                 |
|       | Paysage        | Bateau à vapeur dans le port de Rouen                                            | 1896      | huile sur toile                     | 46 × 55 cm     | Metropolitan Museum, New York                              | Musée Consulté le 2 Novembre 2023                                  |
|       | Paysage        | Pont Corneille à Rouen, brume du matin                                           | 1896      | huile sur toile                     | 73 × 92 cm     | Collection privée                                          | Catalogue Wildenstein. Vol. III, 1127 Consulté le 15 Novembre 2023 |
|       | Paysage        | Le Pont Boïeldieu à Rouen                                                        | 1896      | huile sur toile                     | 54 × 65 cm     | Musée des beaux-arts de Rouen                              | Musée Consulté le 20 Novembre 2023                                 |
|       | Paysage        | Matin, journée nuageuse, Rouen                                                   | 1896      | huile sur toile                     | 54 × 65 cm     | Metropolitan Museum of Art, New York                       | Musée Consulté le 2 Novembre 2023                                  |
|       | Paysage        | Le Pont Boieldieu à Rouen, soleil couchant                                       | 1896      | huile sur toile                     | 74 × 92 cm     | Birmingham Museum                                          | Art UK Consulté le 18 Novembre 2023                                |
|       | Paysage        | La Seine à Rouen, Pont de Boieldieu                                              | 1896      | huile sur toile                     | 74 × 91 cm     | Collection privée, Vente 2014                              | Catalogue Sotheby's Consulté le 12 Novembre 2023                   |
|       | Paysage        | Crue de la Seine, pont Boieldieu, Rouen                                          | 1896      | huile sur toile                     | 54 × 66 cm     | Collection privée, Vente 2013                              | Catalogue Sotheby's Consulté le 13 Novembre 2023                   |
|       | Paysage        | Le Pont Boieldieu à Rouen, temps de pluie                                        | 1896      | huile sur toile                     | 74 × 91 cm     | Musée des beaux-arts de l'Ontario, Toronto                 | Musée Consulté le 2 Novembre 2023                                  |
|       | Paysage        | Vue du Grand Pont de Rouen sous la pluie                                         | 1896      | huile sur toile                     | 73 × 92 cm     | Staatliche Kunsthalle Karlsruhe                            | Musée Consulté le 16 Novembre 2023                                 |
|       | Paysage        | Les Toits du vieux Rouen                                                         | 1896      | huile sur toile                     | 72 × 91 cm     | Musée d'Art de Toledo                                      | Musée Consulté le 25 Février 2024                                  |
|       | Paysage        | Port de Rouen, Saint-Sever                                                       | 1896      | huile sur toile                     | 65 × 92 cm     | Musée d'Orsay, Paris                                       | Musée Consulté le 11 juillet 2023                                  |
|       | Nu             | Baigneuse les pieds dans l'eau                                                   | 1896 vers | huile sur toile                     | 22 × 16 cm     | Collection privée, Vente 2017                              | Catalogue Christie's Consulté le 28 septembre 2023                 |
|       | Nu             | Baigneuses                                                                       | 1896      | huile sur toile                     | 65 × 54 cm     | Hiroshima Museum of Art                                    | Musée Consulté le 28 septembre 2023                                |
|       | Paysage        | Paysage à Eragny                                                                 | 1897      | huile sur toile                     | 60 × 73 cm     | Musée d'Orsay, Paris                                       | Musée Consulté le 29 octobre 2023                                  |
|       | Paysage        | Boulevard des Italiens, matin, effet de soleil                                   | 1897      | huile sur toile                     | 73 × 92 cm     | National Gallery of Art, Washington                        | Musée Consulté le 5 Février 2024                                   |
|       | Paysage        | Boulevard Montmartre à Paris                                                     | 1897      | huile sur toile                     | 74 × 93 cm     | Musée de l'Ermitage, Saint-Pétersbourg                     | Musée Consulté le 30 Janvier 2024                                  |
|       | Paysage        | Le Boulevard de Montmartre, matin d'hiver                                        | 1897      | huile sur toile                     | 65 × 81 cm     | Metropolitan Museum of Art, New York                       | Musée Consulté le 5 Février 2024                                   |
|       | Paysage        | Boulevard Montmartre, Effet de nuit                                              | 1897      | huile sur toile                     | 53,5 × 65 cm   | National Gallery, Londres                                  | Musée Consulté le 30 Janvier 2024                                  |
|       | Paysage        | Le Boulevard de Montmartre, Matinée de Printemps                                 | 1897      |                                     |                | collection particulière                                    | Tableaux sur toile RTBF 2014                                       |
|       | Paysage        | Place du Théâtre Français : Effet brumeux                                        | 1897      | huile sur toile                     | 54 × 66 cm     | Dallas Museum of Art                                       | Musée Consulté le 31 Janvier 2024                                  |
|       | Paysage        | Rue Saint-Honoré, dans l'après-midi. Effet de pluie                              | 1897      |                                     |                | Musée Thyssen-Bornemisza, Madrid                           | Le Figaro 2015.                                                    |
|       | Paysage        | Rue du bain                                                                      | 1897      | huile sur toile                     | 54 × 65 cm     | Ashmolean Museum, Oxford                                   | ART UK Consulté le 30 Janvier 2024                                 |
|       | Paysage        | Soleil du matin, automne, Eragny                                                 | 1897      | huile sur toile                     | 54,5 × 65 cm   | musée d'Orsay, Paris                                       | Musée Consulté le 28 Février 2024                                  |
|       | Paysage        | Bords de l'Epte à Êragny, soleil couchant                                        | 1897      | huile sur toile                     | 60 × 73 cm     | Collection privée, Vente 2019                              | Catalogue Christie's Consulté le 16 Octobre 2023                   |
|       | Paysage        | Matin d’automne à Éragny                                                         | 1897      | huile sur toile                     | 54 × 65 cm     | Musée Pouchkine, Moscou                                    | Musée Consulté le 30 Janvier 2024                                  |
|       | Paysage        | La Gardeuse de vaches, Saint Charles, Egarny [sic]                               | 1897      | huile sur toile                     | 81,5 × 65 cm   | Museo Municipal de Bellas Arte Juan B. Castagnino, Rosario | Musée Consulté le 28 Février 2024                                  |
|       | Paysage        | Un coin de jardin, Eragny                                                        | 1897      | huile sur toile                     | 65 × 81 cm     | Ordrupgaard, Copenhague                                    | Musée Consulté le 16 Octobre 2023                                  |
|       | Paysage        | Les Coteaux de Thierceville, meules, berger et troupeau                          | 1897      | huile sur toile                     | 66 × 92 cm     | Collection privée, Vente 2013                              | Catalogue Sotheby's Consulté le 21 Octobre 2023                    |
|       | Paysage        | Rue Saint-Lazare, Paris                                                          | 1897      | huile sur toile                     | 35 × 27 cm     | Ordrupgaard, Copenhague                                    | Musée Consulté le 9 Février 2024                                   |
|       | Portrait       | Autoportrait à la palette                                                        | 1898 vers | huile sur toile                     | 53 × 48 cm     | Musée d'Art de Dallas                                      | Musée Consulté le 24 septembre 2023                                |
|       | Paysage        | Vue de Bazincourt en hiver                                                       | 1898      | huile sur toile                     | 46 × 55 cm     | Collection privée, Vente 2019                              | Musée Consulté le 2 Novembre 2023                                  |
|       | Paysage        | Le Jardin de l'artiste à Eragny                                                  | 1898      | huile sur toile                     | 73 × 92 cm     | National Gallery of Art, Washington                        | Musée Consulté le 29 octobre 2023                                  |
|       | Paysage        | Avenue de l'Opéra. Effet de neige le matin                                       | 1898      | huile sur toile                     | 65 × 82 cm     | Musée Pouchkine, Moscou                                    | Musée Consulté le 30 janvier 2024                                  |
|       | Paysage        | L'Avenue de l'Opéra                                                              | 1898      |                                     | 73 × 92 cm     | Musée des beaux-arts de Reims                              | Musée Consulté le 29 Janvier 2024                                  |
|       | Paysage        | La Place du Théâtre Français, printemps                                          | 1898      | huile sur toile                     | 65 × 26 cm     | Musée de l'Ermitage, Saint-Pétersbourg                     | Musée Consulté le 29 Janvier 2024                                  |
|       | Paysage        | La Place du Théâtre français et l'Avenue de l'Opéra, effet de pluie              | 1898      | huile sur toile                     | 74 × 91 cm     | Minneapolis Institute of Art                               | Musée                                                              |
|       | Paysage        | Soleil du matin dans la rue Saint-Honoré, Place du Théâtre français              | 1898      | huile sur toile                     | 66 × 54 cm     | Ordrupgaard, Copenhague                                    | Musée Consulté le 9 Février 2024                                   |
|       | Paysage        | Paris, Rue Saint-Honoré, effet de soleil, l'après-midi                           | 1898      | huile sur toile                     | 65 × 55 cm     | Musée d'art Nelson-Atkins, Kansas City                     | Musée Consulté le 5 Février 2024                                   |
|       | Paysage        | Port de Rouen, Déchargement du bois                                              | 1898      | huile sur toile                     | 74 × 92 cm     | Clark Art Institute, Williamstown                          | Musée Consulté le 15 Novembre 2023                                 |
|       | Paysage        | Rouen, Saint Sever, le matin                                                     | 1898      | huile sur toile                     | 63 × 79 cm     | Honolulu Museum of Art                                     | Musée Consulté le 9 février 2024                                   |
|       | Paysage        | Soleil couchant, le Port de Rouen (bateaux à vapeur)                             | 1898      | huile sur toile                     | 65 × 81 cm     | Musée national de Cardiff                                  | Musée Consulté le 18 Novembre 2023                                 |
|       | Paysage        | Le Port de Rouen, après-midi, pluie                                              | 1898      | huile sur toile                     | 54 × 65 cm     | Musée d'Art et d'Histoire de Genève                        | Musée Consulté le 15 Novembre 2023                                 |
|       | Paysage        | Le Pont Boieldieu et la Gare d'Orléans, Rouen, soleil                            | 1898      | huile sur toile                     | 65 × 81 cm     | Collection privée, vente 2009                              | Catalogue Sothey's Consulté le 15 Novembre 2023                    |
|       | Paysage        | Soleil couchant, Le Port de Rouen (Bateaux à vapeur)                             | 1898      | huile sur toile                     | 54 × 66 cm     | Localisation inconnue                                      | Catalogue Wildenstein. Vol. III, 1237 Consulté le 2 Novembre 2023  |
|       | Paysage        | Vue de la cotonnière d'Oissel, environs de Rouen                                 | 1898      | huile sur toile                     | 65 × 81 cm     | Musée des beaux-arts de Montréal                           | Musée Consulté le 22 Novembre 2023                                 |
|       | Paysage        | Rue de l'Épicerie, Rouen                                                         | 1898      | huile sur toile                     | 81 × 65 cm     | Metropolitan Museum of Art, New York                       | Musée Consulté le 5 Février 2024                                   |
|       | Paysage        | Rouen, rue de l'Épicerie                                                         | 1898      |                                     |                | Fred Jones Jr. Museum of Art, Norman (Oklahoma)            |                                                                    |
|       | Paysage        | Juin, temps pluvieux, Eragny                                                     | 1898      | huile sur toile                     | 67 × 83 cm     | Collection privée, Vente 2011                              | Catalogue Christie's Consulté le 16 octobre 2023                   |
|       | Paysage        | Le Cours-la-Reine à Rouen, temps gris                                            | 1898      | huile sur toile                     | 54 × 65 cm     | Collection privée, Vente 2009                              | Catalogue Christie's Consulté le 15 novembre 2023                  |
|       | Paysage        | Verger à Varengeville avec vache                                                 | 1899      | huile sur toile                     | 46 × 55 cm     | Collection privée, vente 2021                              | Mutualart                                                          |
|       | Paysage        | Automne dans le pré à Éragny                                                     | 1899      | huile sur toile                     | 50 × 65 cm     | Baden, Fondation Langmatt                                  | Catalogue Wildenstein. Vol. III, 1294                              |
|       | Paysage        | Meules de foin, le matin, Eragny                                                 | 1899      | huile sur toile                     | 63 × 80 cm     | Metropolitan Museum, New York                              | Musée Consulté le 29 octobre 2023                                  |
|       | Paysage        | Le Fond du pré à Eragny, avec meule à droite                                     | 1899      | huile sur toile                     | 24 × 28 cm     | Musée d'Art Murauchi, Hachiōji                             | Catalogue Wildenstein. Vol III, 1281 Consulté le 29 octobre 2023   |
|       | Scène de genre | Temps gris, matin avec figures, Éragny                                           | 1899      | huile sur toile                     | 60 × 73 cm     | Localisation inconnue                                      | Catalogue Wildenstein. Volume III, 1278 Consulté le 8 octobre 2023 |
|       | Scène de genre | Le Jardinier                                                                     | 1899      | huile sur toile                     | 92 × 65 cm     | Staatsgalerie Stuttgart                                    | Musée Consulté le 8 octobre 2023                                   |
|       | Paysage        | Effet du soleil du matin, Eragny                                                 | 1899      | huile sur toile                     | 66 × 82 cm     | Musée d'Israël, Jérusalem                                  | Musée Consulté le 21 octobre 2023                                  |
|       | Paysage        | Paysage avec peupliers, temps gris, Eragny                                       | 1899      | huile sur toile                     | 81 × 65 cm     | Collection privée, vente 2018                              | Catalogue Christie's Consulté le 1er octobre 2023                  |
|       | Paysage        | Les Grands hêtres à Varengeville                                                 | 1899 vers | huile sur toile                     | 65 × 54 cm     | Collection Perez Simon, Mexico                             | Connaissance des arts                                              |
|       | Scène de genre | Laveuse dans le jardin d'Eragny                                                  | 1899      | huile sur toile                     | 60 × 73 cm     | Collection privée, Vente 2014                              | Catalogue Christie's Consulté le 30 Septembre 2023                 |
|       | Paysage        | Le Jardin des Tuileries un après-midi de printemps                               | 1899      | huile sur toile                     | 74 × 92 cm     | Metropolitan Museum of Art, New York                       | Musée Consulté le 5 Février 2024                                   |
|       | Paysage        | Le Jardin des Tuileries un après-midi d'hiver                                    | 1899      | huile sur toile                     | 46 × 55 cm     | Metropolitan Museum of Art, New York                       | Musée Consulté le 5 Février 2024                                   |
|       | Paysage        | Le Jardin des Tuileries - effet de neige                                         | 1899 vers | huile sur toile                     | 63 × 80 cm     | Musée des Beaux-Arts de Rouen                              | Base Joconde Consulté le 29 Janvier 2024                           |
|       | Paysage        | Le Jardin des Tuileries                                                          | 1900      | huile sur toile                     | 54 × 65 cm     | Musée de l'Ermitage, Saint-Pétersbourg                     | Musée Consulté le 30 Janvier 2024                                  |
|       | Paysage        | Le Jardin des Tuileries, brume                                                   | 1900      | huile sur toile                     | 54 × 65 cm     | Collection privée, Vente 2021                              | Catalogue Christie's                                               |
|       | Nature morte   | Bouquet de Viollettes                                                            | 1900 vers | huile sur toile                     | 84 × 74 cm     | Des Moines Art Center                                      | Musée Consulté le 9 Février 2024                                   |
|       | Paysage        | Coin du jardin à Éragny                                                          | 1899      | huile sur toile                     | 16 × 22 cm     | Collection privée, vente 2017                              | Catalogue Christie's Consulté le 16 octobre 2023                   |
|       | Paysage        | Jardin à Éragny                                                                  | 1900      | huile sur toile                     | 54 × 65 cm     | Collection privée, vente 2008                              | Catalogue Sotheby's Consulté le 16 octobre 2023                    |
|       | Nature morte   | Nature morte avec une cafetière                                                  | 1900      | huile sur toile                     | 54 × 65 cm     | Musée de l'Ermitage, Saint-Petersbourg                     | Musée Consulté le 28 Février 2024                                  |
|       | Paysage        | Printemps, le matin, nuages, Eragny                                              | 1900      | huile sur toile                     | 65 × 81 cm     | Musée d'Art Fujita, Tokyo                                  | Musée Consulté le 29 octobre 2023                                  |
|       | Paysage        | Printemps à Éragny                                                               | 1900      | huile sur toile                     | 65 × 81 cm     | Musée d'Art de Denver                                      | Musée Consulté le 29 Février 2024                                  |
|       | Paysage        | Vue de Berneval                                                                  | 1900      | huile sur toile                     | 73 × 92 cm     | Norton Simon Museum, Pasadena                              | Musée Consulté le 5 Février 2024                                   |
|       | Paysage        | Place du Carrousel, Paris                                                        | 1900      | huile sur toile                     | 55 × 64 cm     | National Gallery of Art, Washington                        | Musée Consulté le 5 Février 2024                                   |
|       | Paysage        | Le Louvre, après-midi de pluie                                                   | 1900      | huile sur toile                     | 67 × 82 cm     | National Gallery of Art, Washington                        | Musée Consulté le 5 Février 2024                                   |
|       | Paysage        | Le Lavoir de Bazincourt                                                          | 1900      | huile sur toile                     | 65 × 81 cm     | Musée d'Orsay, Paris                                       | Musée Consulté le 29 Février 2024                                  |
|       | Paysage        | Automne à Eragny                                                                 | 1900      | huile sur toile                     | 54 × 65 cm     | Collection privée, Vente 2015                              | Catalogue Sotheby's Consulté le 29 octobre 2023                    |
|       | Paysage        | Fenaison à Éragny                                                                | 1901      | huile sur toile                     | 53,9 × 64,7 cm | Musée des beaux-arts du Canada, Ottawa                     | Musée Consulté le 6 Octobre 2023                                   |
|       | Paysage        | Le Grand noyer, matin, Éragny                                                    | 1901      | huile sur toile                     | 73 × 92 cm     | Collection privée, Vente 2008                              | Catalogue Christe's Consulté le 21 Octobre 2023                    |
|       | Paysage        | Le Pré à Éragny, été, soleil, fin d’après-midi                                   | 1901      | huile sur toile                     | 65 × 81m       | Collection privée, Vente 2015                              | Catalogue Christe's Consulté le 21 Octobre 2023                    |
|       | Paysage        | Pommiers et peupliers au soleil couchant, Eragny                                 | 1901      | huile sur toile                     | 65 × 81m       | Musée André-Malraux, Le Havre                              | Catalogue Wildenstein. Vol. III, 1395 Consulté le 2 Novembre 2023  |
|       | Paysage        | Paysan vu de dos dans un sous-bois, Moret                                        | 1901      | huile sur toile                     | 79 × 70 cm     | High Museum of Art, Atlanta                                | Musée Consulté le 1er Octobre 2023                                 |
|       | Paysage        | L'église Saint-Jacques à Dieppe                                                  | 1901      | huile sur toile                     | 54,5 × 65,5 cm | Musée d'Orsay, Paris                                       | Musée Consulté le 1er Novembre 2023                                |
|       | Paysage        | Portail de léglise Saint-Jacques à Dieppe                                        | 1901      | huile sur toile                     | 78 × 65 cm     | Musée juif de New York                                     | Musée Consulté le 1er Novembre 2023                                |
|       | Paysage        | Matin, Soleil d'hiver, Givre, le Pont-Neuf, la Seine, le Louvre                  | 1901      | huile sur toile                     | 73 × 92 cm     | Localisation non documentée                                | Catalogue Wildenstein. T. III, 1353 Consulté le 21 Novembre 2023   |
|       | Paysage        | Le Louvre, printemps                                                             | 1901      | huile sur toile                     | 54 × 65 cm     | La Boverie, Liège                                          | Musée Consulté le 29 Février 2024                                  |
|       | Paysage        | Le louvre, matin brumeux                                                         | 1901      | huile sur toile                     | 73 × 92 cm     | Musée Botero, Bogota                                       | Banque de la République Consulté le 20 Novembre 2023               |
|       | Paysage        | Le Pont-Neuf, naufrage de la Bonne Mère (1re série)                              | 1901      | huile sur toile                     | 65 × 81 cm     | Localisation non documentée                                | Catalogue Wildenstein, Vol. III, 1350 Consulté le 22 Novembre 2023 |
|       | Paysage        | Le Pont Neuf, Effet de Neige                                                     | 1901      | huile sur toile                     | 59 × 80 cm     | Collection privée, Vente 2023                              | Catalogue Dockinson Consulté le 21 Novembre 2023                   |
|       | Paysage        | Le Pont-Neuf, après-midi de pluie (1re série)                                    | 1901      | huile sur toile                     | 81 × 65 cm     | Collection privée, Vente 2019                              | Catalogue Christie's Consulté le 21 Novembre 2023                  |
|       | Paysage        | Après-midi ensoleillé, Pont-Neuf                                                 | 1901      | huile sur toile                     | 73 × 92 cm     | Philadelphia Museum of Art                                 | Musée Consulté le 22 Novembre 2023                                 |
|       | Paysage        | Statue d’Henri IV et hôtel de la Monnaie, matin, soleil                          | 1901      | huile sur toile                     | 46 × 55 cm     | MuMa, Le Havre                                             | Musée Consulté le 21 Novembre 2023                                 |
|       | Paysage        | Vue du Pont-Neuf avec la statue d’Henri IV                                       | 1901      | huile sur toile                     | 46 × 55 cm     | Ny Carlsberg Glyptotek, Copenhague                         | Musée Consulté le 22 Novembre 2023                                 |
|       | Paysage        | Foire à Dieppe, ensoleillé                                                       | 1901      | huile sur toile                     | 65 × 81 cm     | Musée de l'Ermitage, Saint-Petersbourg                     | Musée Consulté le 1er Novembre 2023                                |
|       | Paysage        | Foire, un après-midi ensoleillé, Dieppe                                          | 1901      | huile sur toile                     | 73 × 92 cm     | Philadelphia Museum of Art                                 | Musée Consulté le 1er Novembre 2023                                |
|       | Paysage        | Après-midi ensoleillé, Pont Neuf                                                 | 1901      | huile sur toile                     | 73 × 92 cm     | Philadelphia Museum of Art                                 | Musée                                                              |
|       | Paysage        | Un Coin du pré à Eragny                                                          | 1902      | huile sur toile                     | 60 × 81 cm     | Tate Gallery, Londres                                      | Musée Consulté le 29 Octobre 2023                                  |
|       | Paysage        | Matinée d'automne à Eragny                                                       | 1902      | huile sur toile                     | 54 × 65 cm     | Collection privée, Vente 2022                              | Catalogue Sotheby's Consulté le 21 Octobre 2023                    |
|       | Paysage        | Paysage avec deux personnages, Éragny, automne                                   | 1902      | huile sur soie marouflé sur panneau | 27 × 22 cm     | Collection privée, Vente 2017                              | Catalogue Christie's Consulté le 21 Octobre 2023                   |
|       | Paysage        | Le Pont-Neuf                                                                     | 1902      | huile sur toile                     | 66 × 81 cm     | Hiroshima Museum of Art                                    | Musée Consulté le 29 Février 2024                                  |
|       | Paysage        | Le Pont-Neuf                                                                     | 1902      | huile sur toile                     | 55 × 46 cm     | Galerie nationale hongroise, Budapest                      | Musée Consulté le 29 Février 2024                                  |
|       | Paysage        | Le Pont-Neuf, effet de neige (2ème série)                                        | 1902      | huile sur toile                     | 54 × 65 cm     | Musée national de Cardiff                                  | Art UK Consulté le 22 novembre 2023                                |
|       | Paysage        | Le Pont-Neuf, effet de neige et brouillard                                       | 1902      | huile sur toile                     | 65 × 81 cm     | Collection privée, Vente 2017                              | Catalogue Christie's Consulté le 21 novembre 2023                  |
|       | Paysage        | Statue d'Henri IV, matin, soleil (2e série)                                      | 1902      | huile sur toile                     | 74 × 92 cm     | Collection privée, Vente 2017                              | Catalogue Christie's Consulté le 22 novembre 2023                  |
|       | Paysage        | Le Louvre, matin, printemps                                                      | 1902      | huile sur toile                     | 65 × 5 cm      | Collection privée, vente 2023                              | Catalogue Sotheby's Consulté le 21 novembre 2023                   |
|       | Paysage        | Le Louvre, vu du Pont-Neuf                                                       | 1902      | huile sur toile                     | 61 × 92 cm     | Clark Art Institute, Williamstown                          | Musée Consulté le 21 novembre 2023                                 |
|       | Paysage        | Le Louvre sous la neige                                                          | 1902      | huile sur toile                     | 66 × 81 cm     | National Gallery, Londres                                  | Musée Consulté le 22 novembre 2023                                 |
|       | Paysage        | Le Louvre                                                                        | 1902      | huile sur toile                     | 54 × 65 cm     | Musée des Beaux-Arts de Reims                              | Musée Consulté le 29 Janvier 2024                                  |
|       | Paysage        | Moret, le canal du Loing                                                         | 1902      | huile sur toile                     | 65 × 81 cm     | musée d'Orsay, Paris                                       | Musée Consulté le 11 juillet 2023                                  |
|       | Paysage        | Le Marché au poisson                                                             | 1902      | huile sur toile                     | 66 × 81 cm     | Cleveland Museum of Art                                    | Musée Consulté le 1er Novembre 2023                                |
|       | Paysage        | Le Marché au poisson, Dieppe, temps gris, le matin                               | 1902      | huile sur toile                     | 65 × 81 cm     | Musée d'Art de Dallas                                      | Musée Consulté le 1er Novembre 2023                                |
|       | Paysage        | Darse de pêche et bassin Duquesne, Dieppe, temps lumineux                        | 1902      | huile sur toile                     | 22 × 27 cm     | Collection privée, Vente 2012                              | Catalogue Sotheby's Consulté le 1er Novembre 2023                  |
|       | Paysage        | Dieppe, bassin Duquesne. Marée basse, soleil, matin                              | 1902      | huile sur toile                     | 54 × 65 cm     | Musée d'Orsay, Paris                                       | Musée Consulté le 1er Novembre 2023                                |
|       | Paysage        | Dieppe : le bassin Duquesne à marée basse, après-midi                            | 1902      | huile sur toile                     | 66 × 81 cm     | Musée des beaux-arts de Montréal                           | Musée Consulté le 1er Novembre 2023                                |
|       | Paysage        | Bassins Duquesne et Berrigny à Dieppe, temps gris                                | 1902      | huile sur toile                     | 52 × 65 cm     | Worcester Art Museum, Massachusetts                        | Musée Consulté le 1er Novembre 2023                                |
|       | Paysage        | L'Avant-port de Dieppe, après-midi, temps lumineux                               | 1902      | huile sur toile                     | 54 × 65 cm     | Collection privée, Vente 2012                              | Catalogue Sotheby's Consulté le 1er Novembre 2023                  |
|       | Paysage        | Vue de l'avant-port de Dieppe                                                    | 1902      | huile sur toile                     | 53 × 65 cm     | Château de Dieppe                                          | Base Joconde Consulté le 1er Novembre 2023                         |
|       | Paysage        | le Port de Dieppe                                                                | 1902      | huile sur toile                     | 47 × 55 cm     | Musée des Beaux-Arts de San Francisco                      | Musée Consulté le 1er Novembre 2023                                |
|       | Paysage        | Les Lavandières à Éragny (esquisse)                                              | 1902      | huile sur toile                     | 73 × 92 cm     | Collection privée, Vente 2007                              | Catalogue Sotheby's Consulté le 1er Octobre 2023                   |
|       | Paysage        | La Maison des anglais, Éragny                                                    | 1902      | huile sur toile                     | 41 × 33 cm     | Collection privée, Vente 2013                              | Catalogue Sotheby's Consulté le 16 octobre 2023                    |
|       | Paysage        | Automne, Brume matinale, Éragny-sur-Epte                                         | 1902      | huile sur toile                     | 46 × 55 cm     | Ashmolean Museum, Oxford                                   | Art UK Consulté le 30 Janvier 2024                                 |
|       | Paysage        | Coucher de soleil à Éragny-sur-Epte, automne                                     | 1902      | huile sur toile                     | 73 × 92 cm     | Ashmolean Museum, Oxford                                   | Musée Consulté le 20 aout 2023                                     |
|       | Paysage        | Gelée blanche à Eragny                                                           | 1902      | huile sur toile                     | 41 × 33 cm     | Collection privée, Vente 2017                              | Catalogue Christie's Consulté le 16 Octobre 2023                   |
|       | Scène de genre | Paysannes sous les arbres à Moret                                                | 1902      | huile sur toile                     | 55 × 46 cm     | Localisation inconnue                                      | Catalogue Wildenstein. Volume III, 1430 Consulté le 8 Octobre 2023 |
|       | Paysage        | Vieux vigneron, Moret                                                            | 1902      | huile sur toile                     | 65 × 55 cm     | Collection privée, Vente 2016                              | Catalogue Christie's Consulté le 4 octobre 2023                    |
|       | Scène de genre | Paysanne assise. Intérieur à Moret                                               | 1902      | huile sur toile                     | 65 × 54 cm     | Musée de Montserrat                                        | Musée Consulté le 8 octobre 2023                                   |
|       | Paysage        | La Seine et le Louvre                                                            | 1903      | huile sur toile                     | 46 × 55 cm     | Musée d'Orsay, Paris                                       | Musée Consulté le 18 Mars 2024                                     |
|       | Paysage        | Le Quai Malaquais                                                                | 1903      | huile sur toile                     | 65 × 81 cm     | Musée de l'Ermitage, Saint-Pétersbourg                     | Musée Consulté le 2 Novembre 2023                                  |
|       | Paysage        | Pommiers à Eragny, matinée de soleil                                             | 1903      | huile sur toile                     | 55 × 66 cm     | Kunstmuseum (Bâle)                                         | Musée Consulté le 29 octobre 2023                                  |
|       | Paysage        | Bateau entrant dans le port du Havre                                             | 1903      | huile sur toile                     | 18 × 29 cm     | Dallas Museum of Art                                       | Musée Consulté le 2 Novembre 2023                                  |
|       | Paysage        | L'Anse des Pilotes et le brise-lames est, Le Havre, après-midi, temps ensoleillé | 1903      | huile sur toile                     | 54,5 × 65,3 cm | Musée André Malraux, Le Havre                              | Musée Consulté le 1er Novembre 2023                                |
|       | Paysage        | Grand quai du Havre                                                              | 1903      | huile sur batiste                   | 24 × 29 cm     | Ashmolean Museum, Oxford                                   | Musée Consulté le 30 Janvier 2024                                  |
|       | Marine         | Régates dans le port du Havre                                                    | 1903      | huile sur toile                     | 15 × 19 cm     | Collection privée, Vente 2014                              | Catalogue Sotheby's Consulté le 2 Novembre 2023                    |
|       | Paysage        | Le Pont de la Clef à Bruges                                                      | 1903      | huile sur toile                     | 46 × 55 cm     | Manchester Art Gallery                                     | Musée Consulté le 28 septembre 2023                                |
|       | Paysage        | Le Pont Royal et le Pavillon de Flore                                            | 1903      | huile sur toile                     | 54,5 × 65,3 cm | Petit Palais, Paris                                        | Parismusées Consulté le 3 août 2023                                |

## Dates non documentées
| Image | Genre          | Titre                                      | Date      | Technique                              | Dimensions | Lieu de Conservation                  | Référence                                         |
| ----- | -------------- | ------------------------------------------ | --------- | -------------------------------------- | ---------- | ------------------------------------- | ------------------------------------------------- |
|       | Paysage        | Pommier sous le soleil, Pré sous le soleil |           |                                        |            | Musée Faure (Aix-les-Bains)           |                                                   |
|       | Paysage        | Paysanne près d'un noyer                   |           |                                        |            | Musée national des beaux-arts d'Alger |                                                   |
|       | Scène de genre | Femme en chemise près d'un lit             |           | huile sur toile                        | 41 × 34 cm | Collection privée, Vente 2011         | Catalogue Sotheby's Consulté le 30 septembre 2023 |
|       | Scène de genre | Paysanne avec un âne, Pontoise             | 1866-1883 | huile sur toile                        | 46 × 55 cm | Collection privée, Vente 2008         | Catalogue Sotheby's Consulté le 2 Octobre 2023    |
|       | Scène de genre | La Vachère                                 |           | huile sur papier marouflée sur panneau | 26 × 16 cm | Collection privée, Vente 2006         | Catalogue Sotheby's Consulté le 4 Octobre 2023    |
|       | Portrait       | Le Jardinier. Vieux paysan avec un chou    | 1883-1895 | huile sur toile                        | 81 × 65 cm | National Gallery of Art, Washington   | Musée Consulté le 5 Février 2024                  |
|       | Paysage        | Paysage                                    | 1883-1895 | aquarelle                              | 33 × 25 cm | Metropolitan Museum, New York         | Musée Consulté le 5 Février 2024                  |